# Kim Jong-un
Đây là một tên người Triều Tiên, họ là Kim.
Kim Jong-un (tiếng Triều Tiên: 김정은; Hancha: 金正恩; Romaja: Gim Jeong-eun; McCune–Reischauer: Kim Chŏng'ŭn; Hán-Việt: Kim Chính Ân; sinh ngày 8 tháng 1 năm 1982) là một chính trị gia người Bắc Triều Tiên, Tổng Bí thư Đảng Lao động Triều Tiên và là Chủ tịch Quân ủy Trung ương Đảng Lao động Triều Tiên, Chủ tịch Ủy ban Quốc vụ, Nguyên soái Cộng hòa Dân chủ Nhân dân Triều Tiên. Ông là cháu nội của nhà lãnh đạo, người sáng lập ra nước Cộng hòa Dân chủ Nhân dân Triều Tiên Kim Il-sung và là con trai của lãnh đạo tối cao thứ hai của Cộng hòa Dân chủ Nhân dân Triều Tiên Kim Jong-il.
Từ cuối năm 2010, Kim Jong-un được xem là người kế vị làm lãnh đạo của CHDCND Triều Tiên sau cái chết của Kim Jong-il, ông được truyền hình nhà nước Triều Tiên tuyên bố là "Người kế vị vĩ đại". Kim Jong-un giữ các chức danh Chủ tịch Đảng Lao động Triều Tiên (làm Bí thư thứ nhất từ năm 2012 đến 2016), Chủ tịch Quân ủy Trung ương, Chủ tịch Ủy ban Các vấn đề Nhà nước, Tư lệnh tối cao của Quân đội Nhân dân Triều Tiên, của Đoàn chủ tịch Bộ Chính trị Đảng Lao động Triều Tiên, cơ quan ra quyết định cao nhất ở Cộng hòa Dân chủ Nhân dân Triều Tiên. Kim được thăng cấp Thống chế Triều Tiên trong Quân đội Nhân dân Triều Tiên vào ngày 18 tháng 7 năm 2012, củng cố vị trí là Tư lệnh tối cao của các lực lượng vũ trang và thường được truyền thông nhà nước gọi là Nguyên soái Kim Jong-un, hoặc "Thống chế", "lãnh đạo kính yêu".
Kim Jong-un có hai bằng, một bằng vật lý tại Đại học Kim Nhật Thành và một bằng sĩ quan quân đội tại Đại học quân sự Kim Nhật Thành.
Tạp chí Forbes xếp Kim là người quyền lực thứ 46 trên thế giới vào năm 2013 và cao thứ ba trong số những người Hàn Quốc sau Ban Ki-moon và Lee Kun-hee. Vào ngày 12 tháng 12 năm 2013, các hãng tin của Triều Tiên đưa tin rằng Kim Jong-un đã phê chuẩn việc xử bắn người chú rể Jang Song-thaek vì tội phản bội và tham nhũng. Vào ngày 9 tháng 3 năm 2014, Kim được bầu với tỷ lệ 100% vào Hội đồng Nhân dân Tối cao. Ông bị nghi ngờ là đã ra lệnh ám sát Kim Jong-nam, người anh em cùng cha khác mẹ của mình tại Malaysia vào tháng 2 năm 2017.
Mặc dù có mối quan hệ căng thẳng với Hàn Quốc, Triều Tiên đã đồng ý tham gia Thế vận hội mùa đông 2018 ở Pyeongchang. Sau Thế vận hội, Kim Jong-un và Tổng thống Moon Jae-in đã tiến hành hội nghị thượng đỉnh liên Triều tháng 4 năm 2018. Đây là lần đầu tiên kể từ khi kết thúc Chiến tranh Triều Tiên năm 1953, một nhà lãnh đạo CHDCND Triều Tiên đã tiến vào lãnh thổ của miền Nam.
Trong hai năm 2018 và 2019, Kim Jong-un và Tổng thống Mỹ Donald Trump đã gặp nhau ở các hội nghị thượng đỉnh năm 2018 Triều Tiên-Hoa Kỳ tại Singapore và hội nghị thượng đỉnh Triều Tiên-Hoa Kỳ năm 2019 tại Việt Nam, để thảo luận về chương trình hạt nhân của CHDCND Triều Tiên.

## Tuổi thơ

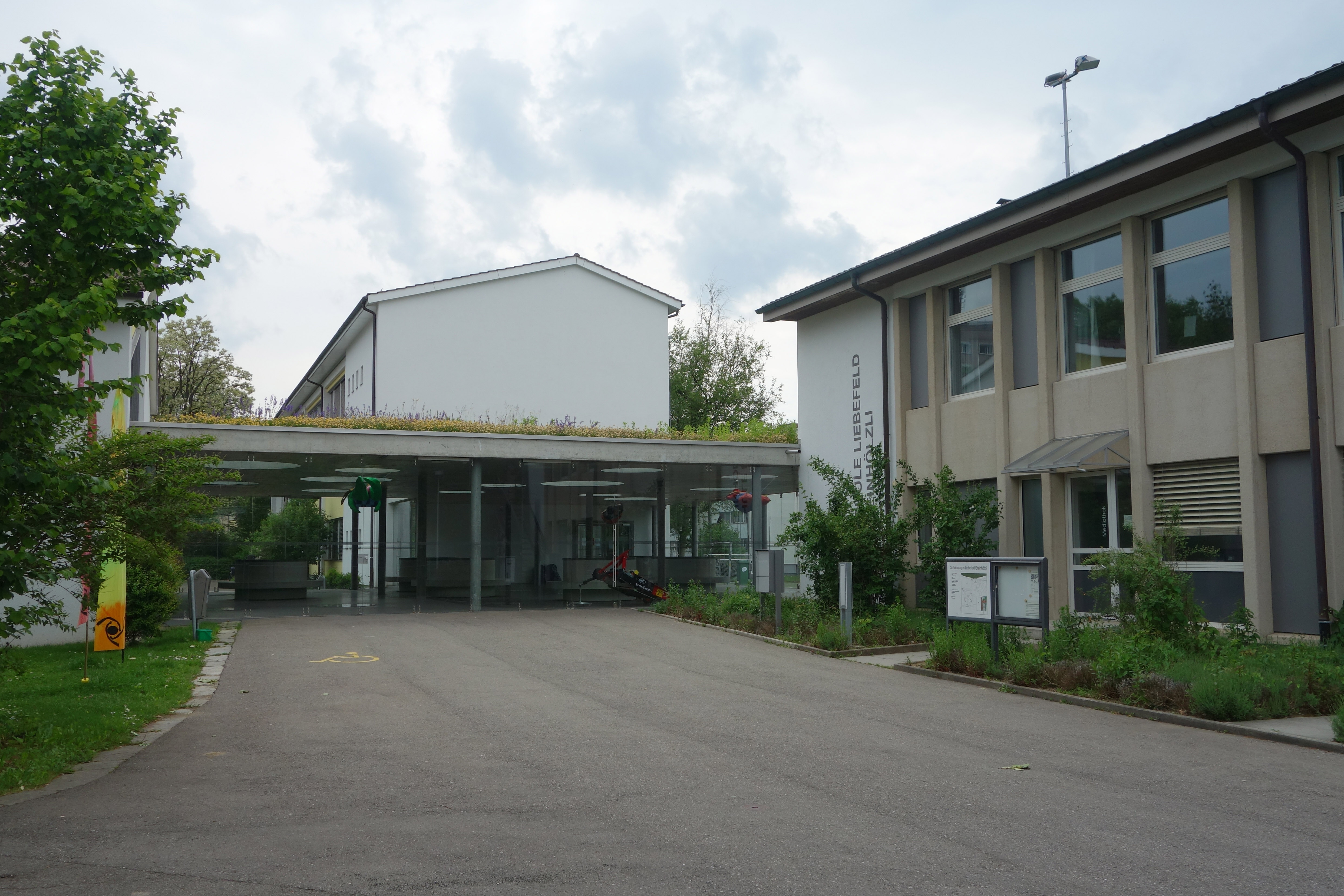
Trường công lập Liebefeld-Steinhölzli ở Köniz, Thụy Sĩ, nơi Kim Jong-un được cho là đã theo học.

Thông tin ít ỏi về tuổi thơ của Kim Jong-un đến từ những người đào thoát khỏi Triều Tiên và những người đã tuyên bố chứng kiến ông ở nước ngoài, chẳng hạn như trong thời gian đi học ở Thụy Sĩ. Một số thông tin đã tỏ ra mâu thuẫn, có lẽ vì nhầm lẫn giữa Kim với anh trai là Kim Jong-chul, người cũng học tại Thụy Sĩ cùng thời gian.
Chính quyền CHDCND Triều Tiên và các phương tiện truyền thông nhà nước đã tuyên bố rằng ngày sinh của Kim là ngày 8 tháng 1 năm 1982, nhưng các quan chức tình báo Hàn Quốc tin rằng ngày thực sự là một năm sau đó. Người ta cho rằng năm sinh chính thức của Kim đã bị thay đổi vì những lý do tượng trưng; Năm 1982 đánh dấu 70 năm sau ngày sinh chính thức của ông nội của ông, Kim Il-sung, và 40 năm sau ngày sinh chính thức của cha ông Kim Jong-il. Bộ Tài chính Hoa Kỳ liệt kê ngày sinh chính thức của Kim Jong-un là ngày 8 tháng 1 năm 1984. Cựu ngôi sao bóng rổ Dennis Rodman nói rằng đây là ngày sinh của Kim sau cuộc gặp vào tháng 9 năm 2013 tại Triều Tiên.
Kim Jong-un là người thứ hai trong ba người con của Ko Yong-hui và Kim Jong-il; anh trai ông Kim Jong-chul sinh năm 1981, trong khi em gái ông, Kim Yo-jong, được cho là sinh năm 1987.
Theo báo cáo được công bố lần đầu tiên trên các tờ báo của Nhật Bản, ông đã đi học ở Thụy Sĩ gần Bern. Các báo cáo đầu tiên tuyên bố ông theo học trường quốc tế tiếng Anh tư nhân ở Gümligen dưới tên "Chol-pak" hoặc "Pak-chol" từ năm 1993 đến 1998. Kim được mô tả là một học sinh tốt và nhút nhát, hòa đồng với các bạn cùng lớp và là một người hâm mộ bóng rổ. Ông luôn được một sinh viên lớn tuổi, người được cho là vệ sĩ của ông, đi kèm.
Sau đó, có tin Kim Jong-un theo học trường tiểu bang Liebefeld Steinhölzli ở Köniz gần Bern dưới cái tên "Pak-un" hoặc "Un-pak" từ năm 1998 đến năm 2000 với tư cách là con trai của một nhân viên của Đại sứ quán CHDCND Triều Tiên tại Bern. Nhà chức trách của Köniz xác nhận rằng một sinh viên từ Triều Tiên, đã đăng ký là con trai của một nhân viên đại sứ quán, đã theo học tại trường từ tháng 8 năm 1998 cho đến mùa thu năm 2000, nhưng không thể cung cấp chi tiết về danh tính của anh ta. Pak-un lần đầu tiên tham gia một lớp học đặc biệt dành cho trẻ em ngoại ngữ và sau đó tham gia các lớp học thường xuyên của năm thứ 6, 7, 8 và một phần của năm thứ 9 cuối cùng, rời trường đột ngột vào mùa thu năm 2000. Ông được mô tả là một sinh viên hòa nhập và tham vọng, thích chơi bóng rổ. Tuy nhiên, điểm số và số buổi đi học của Kim được báo cáo là kém. Đại sứ của CHDCND Triều Tiên tại Thụy Sĩ, Ri Chol, có mối quan hệ thân thiết với ông và đóng vai trò là người cố vấn. Một người bạn cùng lớp của Pak-un nói với các phóng viên rằng Kim đã nói với anh ta rằng mình là con trai của nhà lãnh đạo Triều Tiên. Theo một số báo cáo, Kim được các bạn cùng lớp mô tả là một cậu bé nhút nhát, lúng túng với các cô gái và thờ ơ với các vấn đề chính trị, nhưng lại nổi bật trong thể thao và có niềm đam mê với Hiệp hội Bóng rổ Quốc gia Hoa Kỳ và Michael Jordan. Một người bạn tuyên bố rằng anh ta đã được xem những bức ảnh của Pak-un với Kobe Bryant và Toni Kukoč.
Vào tháng 4 năm 2012, các tài liệu mới được bạch hóa cho thấy Kim Jong-un đã sống ở Thụy Sĩ từ năm 1991 hoặc 1992, sớm hơn mọi người nghĩ.
Phòng thí nghiệm nhân học giải phẫu tại Đại học Lyon, Pháp, sau khi so sánh bức ảnh của cậu bé Pak-un chụp tại trường Liebefeld Steinhölzli năm 1999 với bức ảnh của Kim Jong-un từ năm 2012 đã đưa ra kết luận rằng hai khuôn mặt cho thấy sự phù hợp 95%. Người đứng đầu viện, Raoul Perrot, một nhà nhân chủng học pháp y, cho rằng rất có thể hai bức ảnh là của cùng một người.
Người ta tin rằng học sinh của trường quốc tế Gümligen có thể không phải là Kim Jong-un, mà là anh trai Kim Jong-chul của ông. Người ta không biết liệu sinh viên được gọi là Pak-un ở Liebefeld Steinhölzli đã sống ở Thụy Sĩ trước năm 1998. Tất cả những con cái của Kim Jong-il được cho là đã sống ở Thụy Sĩ, giống như người mẹ của hai đứa con trai út, đã sống ở Geneva một thời gian.
Hầu hết các nhà phân tích đồng ý rằng Kim Jong-un theo học Đại học Kim Nhật Thành, một trường đào tạo sĩ quan hàng đầu ở Bình Nhưỡng, từ 2002 đến 2007 
Vào cuối tháng 2 năm 2018, Reuters đã báo cáo rằng Kim và cha mình đã sử dụng hộ chiếu giả mạo của Brazil cấp và ghi ngày 26 tháng 2 năm 1996. Cả hai hộ chiếu 10 năm đều mang một con tem ghi "Đại sứ quán Brazil ở Prague". Hộ chiếu của Kim Jong-un ghi lại tên "Josef Pwag" và có ngày sinh 1 tháng 2 năm 1983.
Trong nhiều năm, chỉ có một bức ảnh được xác nhận về Kim được biết là tồn tại bên ngoài Triều Tiên, rõ ràng được chụp vào giữa những năm 1990, khi ông mười một tuổi. Thỉnh thoảng những hình ảnh được cho là khác của Kim được đưa ra nhưng thường bị tranh cãi. Chỉ trong tháng 6 năm 2010, một thời gian ngắn trước khi Kim được giao các cương vị chính thức và được giới thiệu công khai với người dân Triều Tiên, thì nhiều bức ảnh của Kim, được chụp khi ông đang đi học ở Thụy Sĩ, mới được đưa ra công khai. Hình ảnh chính thức đầu tiên của Kim khi trưởng thành là một bức ảnh cả nhóm lãnh đạo được phát hành vào ngày 30 tháng 9 năm 2010, vào cuối hội nghị đảng đã đưa Kim lên vị trí lãnh đạo, trong đó Kim Jong-un ngồi ở hàng ghế đầu, cách cha mình hai chỗ. Sau đó truyền thông phổ biến các đoạn phim tin tức nói về việc Kim tham dự hội nghị.

## Kế nhiệm

### Phỏng đoán trước hội nghị năm 2010
Người anh em cùng cha khác mẹ của Kim Jong-un, Kim Jong-nam, là người được lựa chọn kế nhiệm, nhưng được cho là không được chọn nữa sau năm 2001, khi anh bị bắt gặp cố gắng vào Nhật Bản bằng hộ chiếu giả để thăm Tokyo Disneyland. Kim Jong-nam đã bị giết tại Malaysia vào năm 2017, nghi ngờ là do các đặc vụ của Triều Tiên thực hiện.
Đầu bếp cá nhân cũ của Kim Jong-il, Kenji Fujimoto, đã từng xuất bản một cuốn sách, trong đó có kể về Kim Jong-un, người mà ông có mối quan hệ tốt, nói rằng ông được ưu ái làm người kế vị của cha mình. Fujimoto cũng nói rằng Jong-un được cha mình ưu ái hơn anh trai của mình, Kim Jong-chul, với lý do Jong-chul có tính cách quá mềm yếu, trong khi Jong-un "giống hệt cha mình". Hơn nữa, Fujimoto tuyên bố rằng "nếu quyền lực được chuyển giao thì Jong-un là thích hợp nhất. Kim có sức khỏe tuyệt vời, là một người rất thích uống rượu và không bao giờ thừa nhận thất bại". Ngoài ra, Fujimoto kể rằng Jong-un hút thuốc lá Yves Saint Laurent, yêu thích rượu whisky Johnnie Walker và có một chiếc xe Mercedes-Benz 600 sang trọng. Khi Jong-un 18 tuổi, Fujimoto đã mô tả một lần mà Jong-un đã từng đặt câu hỏi về lối sống xa hoa của mình rằng: "Chúng ta ở đây, chơi bóng rổ, cưỡi ngựa, cưỡi ván trượt, vui chơi cùng nhau. Nhưng cuộc sống của những người bình thường thì thế nào? "  Vào ngày 15 tháng 1 năm 2009, hãng thông tấn Yonhap của Hàn Quốc đưa tin Kim Jong-il đã bổ nhiệm Kim Jong-un làm người kế nhiệm.
Vào ngày 8 tháng 3 năm 2009, BBC News đưa tin rằng Kim Jong-un đã tham gia vào cuộc bầu cử các thành viên Quốc hội Nhân dân Tối cao của Triều Tiên. Các báo cáo sau đó chỉ ra rằng tên của ông không xuất hiện trong danh sách các nhà lập pháp, nhưng sau đó ông được nâng lên vị trí trung cấp trong Ủy ban Quốc phòng, một nhánh của quân đội Triều Tiên.

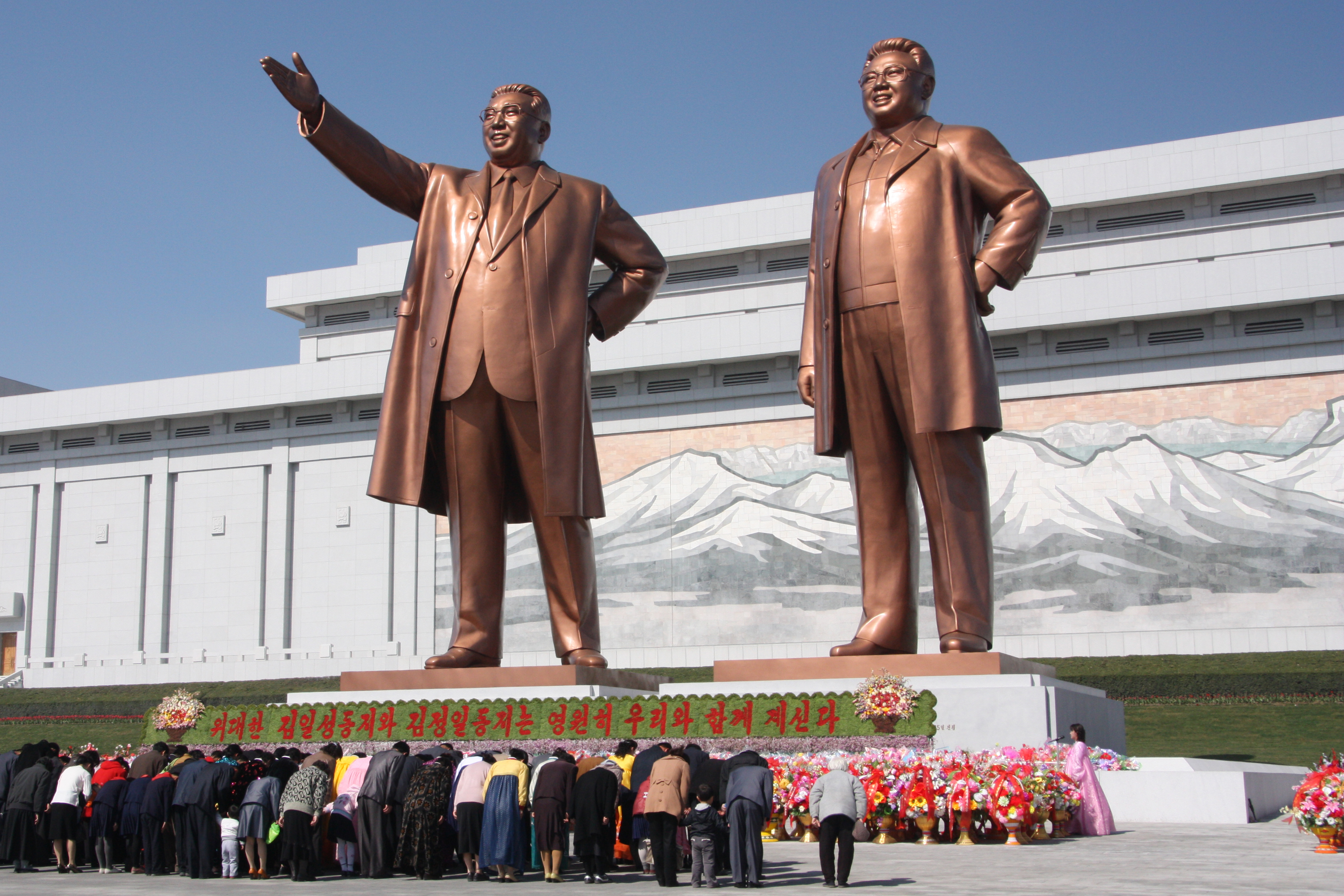
Mọi người tỏ lòng tôn kính với các bức tượng của Kim Il-sung và Kim Jong-il, tháng 4 năm 2012

Từ năm 2009, các cơ quan ngoại giao nước ngoài đã hiểu rằng Kim sẽ kế vị cha mình Kim Jong-il với tư cách là người đứng đầu Đảng Lao động Triều Tiên và lãnh đạo thực tế của Triều Tiên. Ông đã được đặt tên là "Yŏngmyŏng-han Tongji" (영명한 동지), dịch thoáng thành "Đồng chí thông minh". Cha ông cũng đã yêu cầu nhân viên đại sứ quán ở nước ngoài cam kết trung thành với con trai mình. Cũng có báo cáo rằng công dân ở Triều Tiên được khuyến khích hát một "bài hát ca ngợi" mới được sáng tác cho Kim Jong-un, theo cách tương tự như các bài hát ca ngợi liên quan đến Kim Jong-il và Kim Il-sung. Sau đó, vào tháng 6, Kim được cho là đã bí mật đến thăm Trung Quốc để "trình diện" với lãnh đạo Trung Quốc, người sau đó đã cảnh báo Triều Tiên không nên tiến hành một vụ thử hạt nhân khác. Bộ Ngoại giao Trung Quốc đã mạnh mẽ bác bỏ về chuyến thăm này.
Vào tháng 9 năm 2009, có thông tin rằng Kim Jong-il đã bảo đảm sự hỗ trợ cho kế hoạch người kế nhiệm, sau một chiến dịch tuyên truyền. Một số người cho rằng Kim Jong-un đã tham gia vào vụ chìm tàu Cheonan  và pháo kích Yeonpyeong  để củng cố thành tích quân sự của ông và tạo điều kiện chuyển giao quyền lực thành công từ người cha.

### Phó chủ tịch quân ủy trung ương
Kim Jong-un đã được phong daejang (Đại tướng), tương đương với một vị tướng bốn sao ở Hoa Kỳ, vào ngày 27 tháng 9 năm 2010, một ngày trước hội nghị của Đảng Lao động Triều Tiên hiếm hoi ở Bình Nhưỡng, lần đầu tiên Truyền thông Triều Tiên đã đề cập đến Kim bằng tên, dù rằng ông cũng không có kinh nghiệm quân sự trước đó. Mặc dù có quảng bá, nhưng không có thêm thông tin chi tiết, bao gồm cả chân dung có thể kiểm chứng của Kim Jong-un, được phát hành. Vào ngày 28 tháng 9 năm 2010, ông được bổ nhiệm làm phó chủ tịch Quân ủy Trung ương và được bổ nhiệm vào Ủy ban Trung ương Đảng Lao động, trong một động thái khẳng định rõ ràng để trở thành người kế nhiệm Kim Jong-il.
Vào ngày 10 tháng 10 năm 2010, cùng với cha mình, Kim Jong-un đã tham dự lễ kỷ niệm 65 năm của Đảng Công nhân cầm quyền. Điều này được coi là khẳng định vị trí lãnh đạo tiếp theo của Đảng Công nhân. Báo chí quốc tế đã được cho phép tham gia sự kiện với một sự cởi mở chưa từng có, cho thấy tầm quan trọng của sự hiện diện của Kim Jong-un. Vào tháng 1 năm 2011, Tờ Chosun Ilbo của Hàn Quốc loan tin rằng khoảng 200 người thân cận của cả hai người chú rể của Jong-un là Jang Song-thaek và O Kuk-ryol, phó chủ tịch Ủy ban Quốc phòng đã bị giam giữ hoặc xử bắn để hai người chú rể không có cơ hội cạnh tranh với Kim Jong-un.

## Lãnh đạo CHDCND Triều Tiên

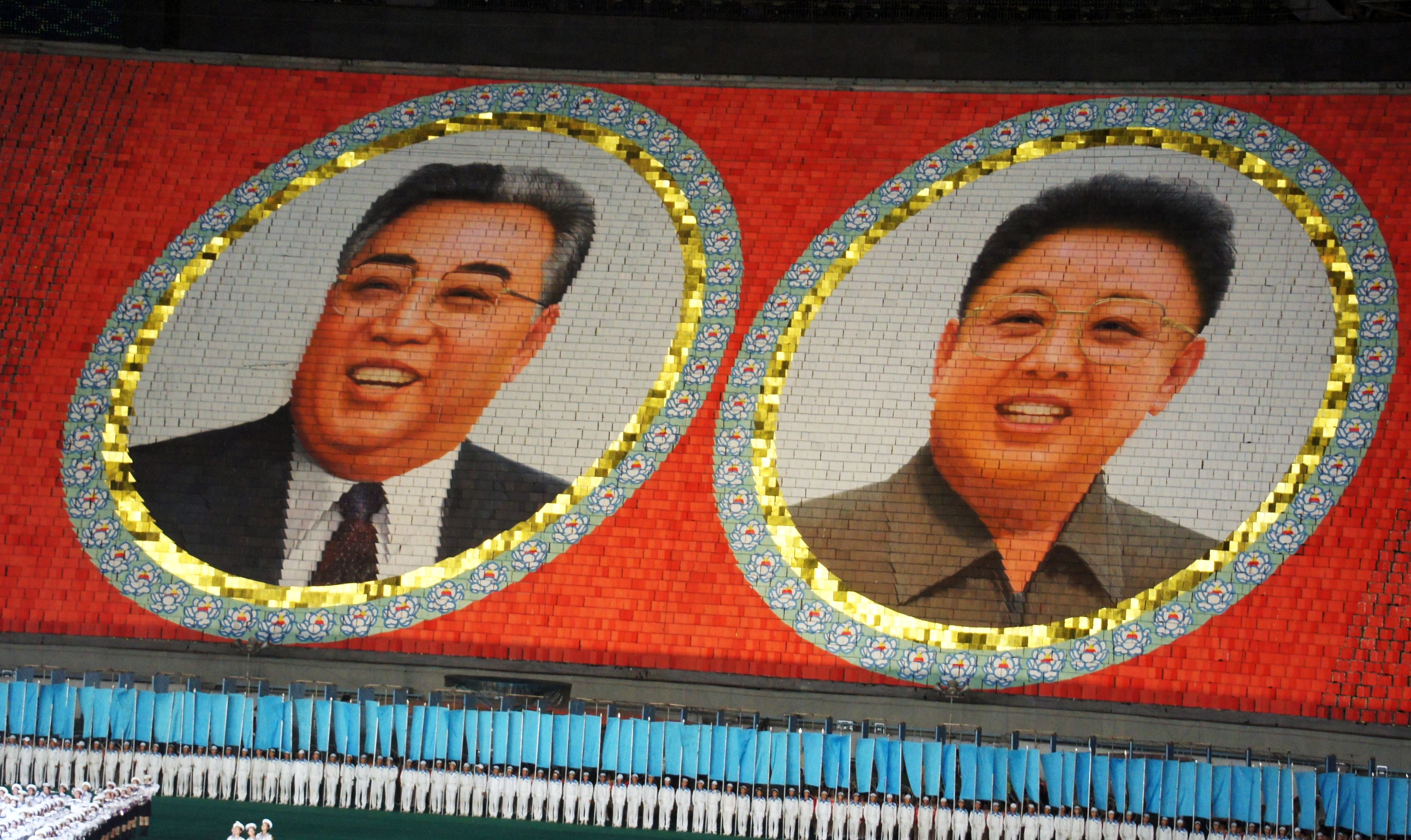
Chân dung ông và cha của Kim Jong-un (Lễ hội đại chúng Arirang ở Bình Nhưỡng)

Vào ngày 17 tháng 12 năm 2011, Kim Jong-il qua đời. Bất chấp kế hoạch của Kim Jong-il, người ta vẫn chưa rõ ngay sau khi ông qua đời, liệu Jong-un trên thực tế sẽ nắm toàn quyền, và vai trò chính xác của ông trong một chính phủ mới sẽ là gì. Một số nhà phân tích đã dự đoán rằng khi Kim Jong-il qua đời, Jang Song-thaek sẽ hành động như một người nhiếp chính, vì Jong-un quá thiếu kinh nghiệm để ngay lập tức lãnh đạo đất nước.
Sau cái chết của cha mình, Kim Jong-un được ca ngợi là "người kế thừa vĩ đại cho chủ nghĩa cách mạng Juche", "lãnh đạo xuất sắc của đảng, quân đội và nhân dân"  và "đồng chí đáng kính giống hệt Tư lệnh tối cao Kim Jong -il", và được giao làm chủ tịch ủy ban tang lễ Kim Jong-il. Hãng Thông tấn xã Trung ương Triều Tiên mô tả Kim Jong-un là "một con người vĩ đại được sinh ra từ thiên đường", một thuật ngữ tuyên truyền mà trước đó chỉ có cha và ông của Kim được hưởng. Và Đảng Công nhân cầm quyền đã nói trong một bài xã luận: "Chúng ta thề với nước mắt chảy trên mặt khi coi Kim Jong-un là chỉ huy tối cao của chúng ta, nhà lãnh đạo của chúng ta."
Ông được tuyên bố công khai là Tư lệnh tối cao của Quân đội Nhân dân Triều Tiên vào ngày 24 tháng 12 năm 2011  và chính thức được bổ nhiệm vào vị trí vào ngày 30 tháng 12 năm 2011 khi Văn phòng Chính trị của Ủy ban Trung ương Đảng Công nhân "tuyên bố một cách lịch sự rằng Kim Jong Un thân yêu, phó chủ tịch Quân ủy Trung ương WPK, đảm nhận chức vụ chỉ huy tối cao của Quân đội Nhân dân Triều Tiên ".

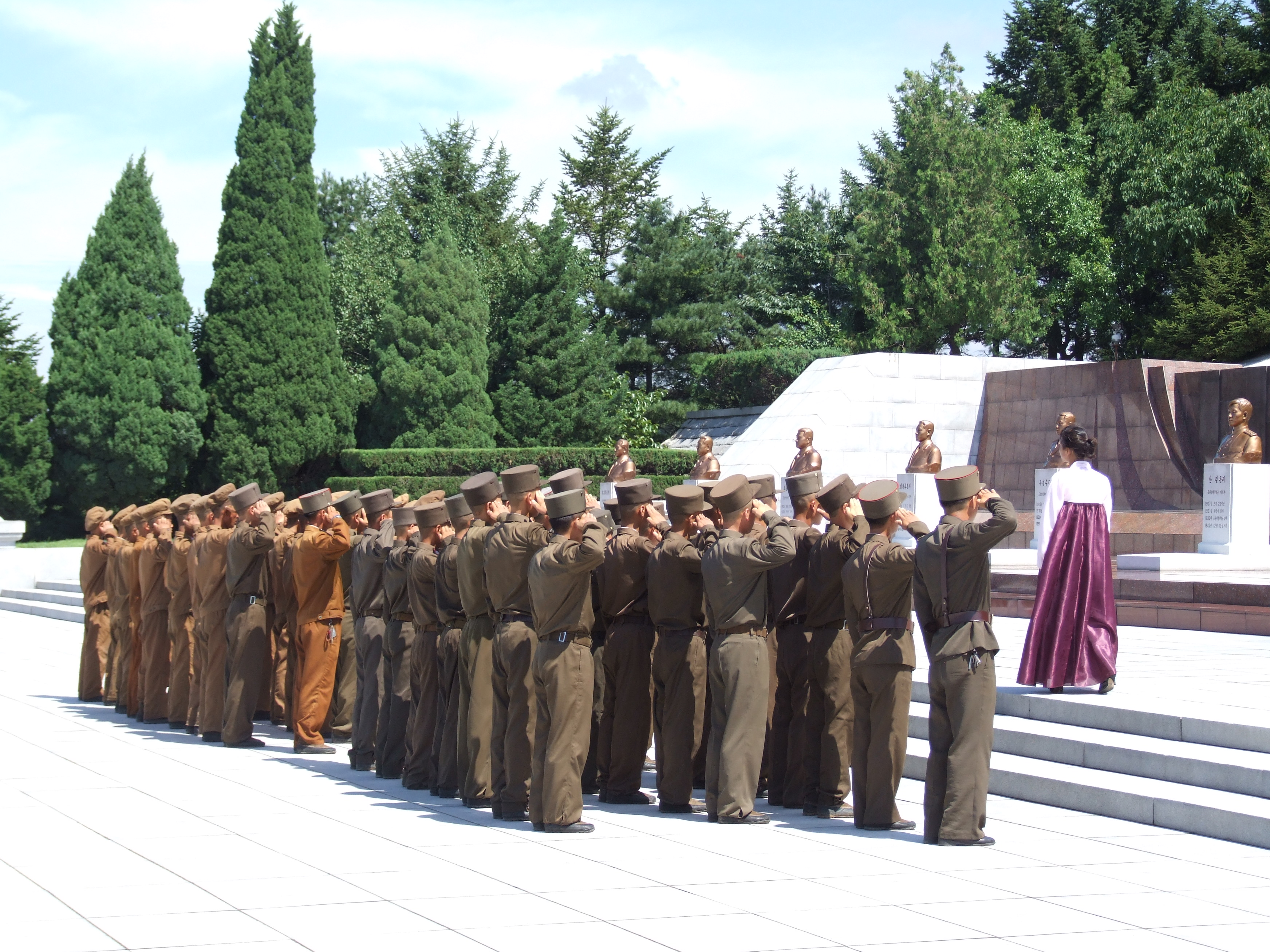
Các binh sĩ Triều Tiên chào tại Nghĩa trang Liệt sĩ Cách mạng ở Bình Nhưỡng, 2012

Vào ngày 26 tháng 12 năm 2011, tờ báo hàng đầu của Triều Tiên Rodong Sinmun đã báo cáo rằng Kim Jong-un sẽ là chủ tịch của Quân ủy Trung ương, và là lãnh đạo tối cao của đất nước, sau khi cha ông qua đời.
Vào ngày 9 tháng 1 năm 2012, một cuộc mít tinh lớn đã được Quân đội Nhân dân Triều Tiên tổ chức trước Cung điện Mặt trời Kumsusan để tôn vinh Kim Jong-un và để thể hiện lòng trung thành.
Năm 2013, Forbes đánh giá Kim Jong-un đứng thứ 46 trong Danh sách những người quyền lực nhất thế giới.

### Đứng tên danh hiệu chính thức
Vào ngày 27 tháng 3 năm 2012, Kim đã được bầu vào Hội nghị lần thứ tư của Đảng Công nhân Triều Tiên. Vào ngày 11 tháng 4, hội nghị đó đã bỏ chức Tổng bí thư ra khỏi điều lệ đảng và thay vào đó chỉ định Kim Jong-il là "Tổng bí thư vĩnh viễn" của đảng. Hội nghị sau đó đã bầu Kim Jong-un làm lãnh đạo đảng dưới chức danh Bí thư thứ nhất mới được thành lập. Kim Jong-un cũng đã đảm nhiệm chức vụ của cha mình với tư cách là Chủ tịch Quân ủy Trung ương, cũng như ghế cũ của cha mình trong Ban Thường vụ Bộ Chính trị. Trong một bài phát biểu trước Hội nghị, Kim Jong-un đã tuyên bố rằng "Phát triển toàn xã hội với chủ nghĩa Kim Nhật Thành-Kim Chính Nhật là chương trình cao nhất của Đảng ta". Vào ngày 13 tháng 4 năm 2012, Phiên họp thứ năm của Đại hội đồng nhân dân tối cao lần thứ 12 đã bổ nhiệm Kim Jong-un làm Chủ tịch Ủy ban Quốc phòng 
Vào ngày 15 tháng 4 năm 2012, trong một cuộc diễu hành quân sự để kỷ niệm một trăm năm ngày sinh của Kim Il-sung, Kim Jong-un đã có bài phát biểu trước công chúng đầu tiên, Chúng ta linh hoạt tiến lên phía trước giành chiến thắng cuối cùng, giương cao ngọn cờ của Songun. Bài phát biểu đó đã trở thành nền tảng của một bài hát dành riêng cho ông, " Hướng tới chiến thắng cuối cùng ".
Vào tháng 7 năm 2012, Kim Jong-un được tôn phong cấp bậc Nguyên soái Cộng hòa Dân chủ Nhân dân Triều Tiên, một cấp bậc tổng thống lĩnh với những quyền lực tối cao về cả về chính trị lẫn quân sự. Quyết định này được đưa ra bởi Ủy ban Trung ương và Ủy ban Quân sự Trung ương Đảng Lao động Triều Tiên, Ủy ban Quốc phòng và Chủ tịch Hội đồng Nhân dân Tối cao, Thông tấn xã Trung ương Hàn Quốc sau đó đã tuyên bố. Cấp bậc cao hơn duy nhất là Đại nguyên soái (Dae Wonsu) vốn được tôn phong cho ông nội của Kim, Kim Il-sung, và sau đó truy phong cho cha ông, Kim Jong-il, vào tháng 2 năm 2012. Lần phong cấp này đã khẳng định vai trò của Kim là lãnh đạo cao nhất của quân đội Triều Tiên, vài ngày sau khi Hyon Yong-chol thay thế Ri Yong-ho làm Tổng tham mưu trưởng.
 Vào tháng 11 năm 2012, các bức ảnh vệ tinh đã tiết lộ thông điệp tuyên truyền dài nửa km được khắc vào sườn đồi ở tỉnh Ryanggang, với nội dung: "Tướng Kim Jong-un, Mặt trời tỏa sáng, muôn năm!" 
Đầu bếp cá nhân của Kim Jong-il Kenji Fujimoto tuyên bố: "Các cửa hàng ở Bình Nhưỡng tràn ngập các sản phẩm và người dân trên đường phố trông rất vui vẻ. Triều Tiên đã thay đổi rất nhiều kể từ khi Kim Jong-un nắm quyền. Tất cả điều này là nhờ có lãnh đạo Kim Jong-un. " 

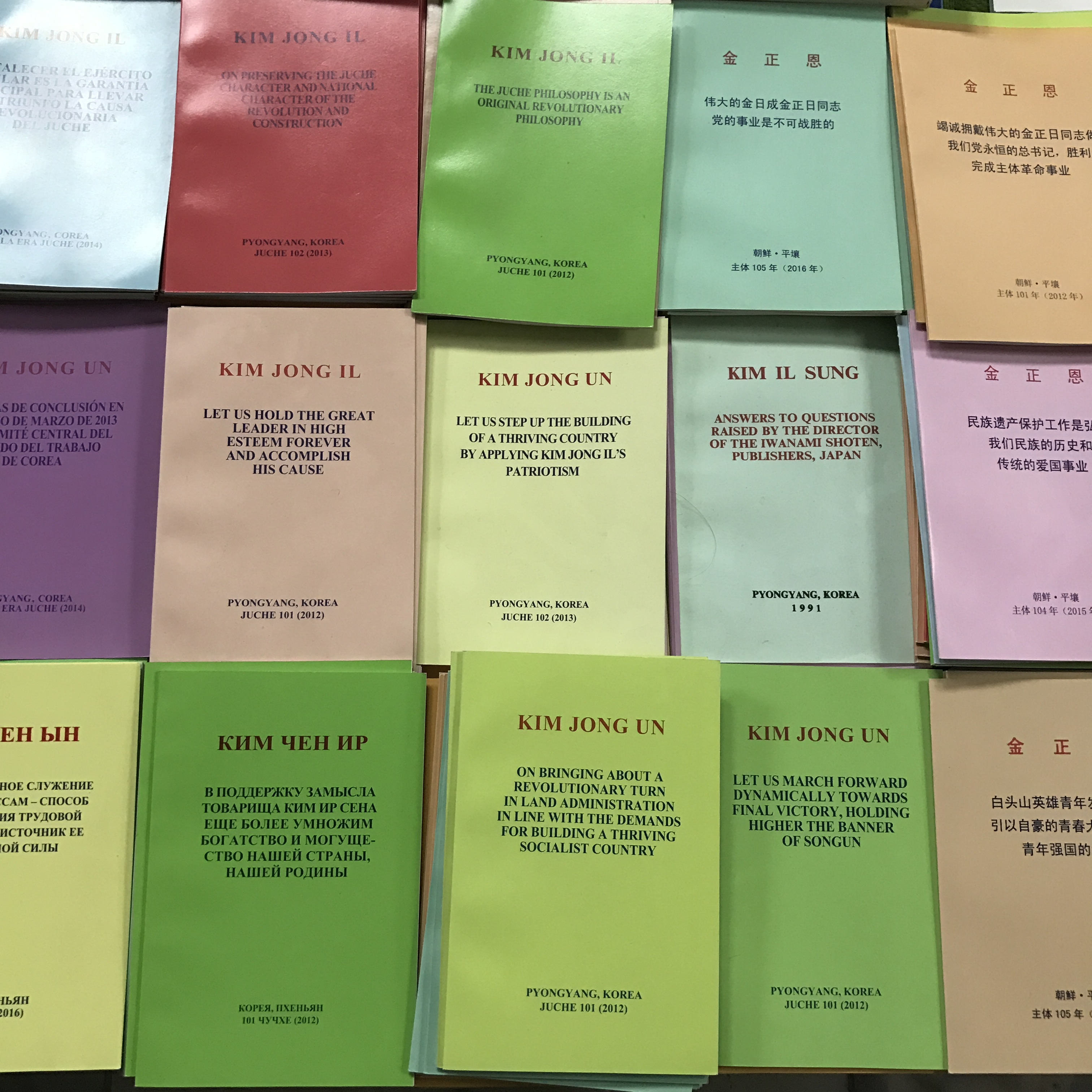
Tuyển tập các tác phẩm của Kim Jong-un

Vào ngày 30 tháng 11 năm 2012, Kim đã gặp Lý Kiến Quốc, người đã "tóm tắt cho Kim thông tin về Đại hội Đảng Cộng sản Trung Quốc lần thứ 18 ", theo hãng thông tấn chính thức của nhà nước, Thông tấn xã Trung ương Triều Tiên cho hay. Một bức thư của Tập Cận Bình, Tổng Bí thư Đảng Cộng sản Trung Quốc, đã được trao tận tay Kim trong cuộc thảo luận trên.
Vào năm 2013, Kim đã thiết lập lại phong cách của ông nội Kim Nhật Thành khi đọc diễn văn đầu tiên mừng năm mới, một sự thay đổi so với cha mình. Kim Jong-il đã không bao giờ thực hiện các diễn văn trên truyền hình trong suốt 17 năm cầm quyền. Thay vì phát biểu, Kim Jong-il đã đóng góp và phê duyệt một bài xã luận vào ngày đầu năm mới, do Rodong Sinmun (tờ nhật báo của Đảng Lao động Triều Tiên), Joson Inmingun (tờ báo của Quân đội Nhân dân Triều Tiên), xuất bản. và Chongnyon Jonwi (tờ báo của Đoàn Thanh niên Kim Nhật Thành Kim Chính Nhật). Trong cuộc họp bất thường với các quan chức quốc phòng và an ninh hàng đầu của mình vào ngày 26 tháng 1 năm 2013, Kim đã ra lệnh chuẩn bị cho một vụ thử hạt nhân mới và thực hiện thiết quân luật ở Triều Tiên từ ngày 29 tháng 1.
Vào ngày 9 tháng 3 năm 2014, Kim Jong-un đã được bầu vào một vị trí trong Hội đồng Nhân dân Tối cao, cơ quan lập pháp đơn viện của đất nước. Ông không có đối thủ tranh cử, nhưng cử tri có quyền lựa chọn bỏ phiếu có hoặc không. Có một số lượng cử tri đi bầu kỷ lục và theo các quan chức chính phủ, tất cả người dân đã bỏ phiếu "có" tại quận quê nhà của ông là Núi Paekdu. Hội đồng nhân dân tối cao sau đó đã bầu ông làm chủ tịch thứ nhất của Ủy ban Quốc phòng.

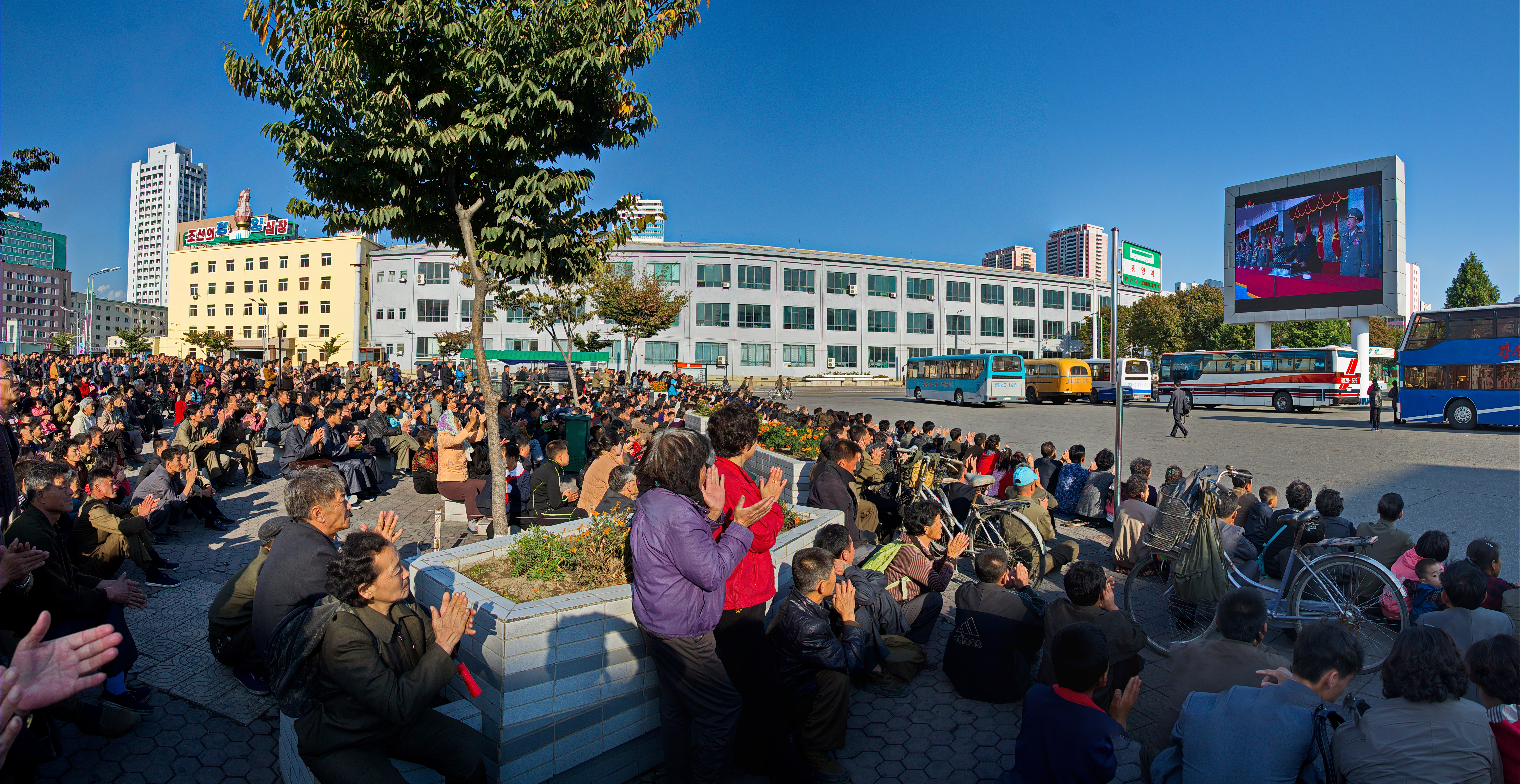
Người dân ở Bình Nhưỡng xem Kim Jong-un trên Đài Truyền hình Trung ương Triều Tiên, 2015

Vào tháng 5 năm 2014, sau khi một tòa nhà chung cư ở Bình Nhưỡng đổ sụp, Kim Jong-un được cho là rất buồn vì số người thiệt mạng. Một tuyên bố được đưa ra bởi hãng thông tấn chính thức của đất nước, Thông tấn xã Trung ương Triều Tiên đã sử dụng cụm từ hiếm hoi "gửi đến lời an ủi và xin lỗi sâu sắc". Một quan chức chính phủ giấu tên được BBC dẫn lời nói rằng Kim Jong-un đã "thức trắng cả đêm, cảm thấy đau đớn". Trong khi chiều cao của tòa nhà và số thương vong không được công bố, các báo cáo phương tiện truyền thông mô tả đây là tòa nhà 23 tầng và chỉ ra rằng hơn một trăm người có thể đã chết trong vụ sập nhà trên.

### Chính sách kinh tế
Một loạt các biện pháp kinh tế toàn diện, "Hệ thống quản lý có trách nhiệm xã hội chủ nghĩa", đã được giới thiệu vào năm 2013. Các biện pháp tăng quyền tự chủ của các doanh nghiệp bằng cách cấp cho họ "một số quyền nhất định để tham gia vào các hoạt động kinh doanh một cách tự chủ và nâng cao ý chí lao động thông qua việc thực hiện một cách thích hợp hệ thống phân phối xã hội chủ nghĩa". Một ưu tiên khác của chính sách kinh tế năm đó là nông nghiệp, nơi hệ thống trách nhiệm pojon (vườn rau) được thực hiện. Hệ thống này đã đạt được sự gia tăng lớn về sản lượng ở một số trang trại tập thể.
Truyền thông Triều Tiên đã mô tả chính sách kinh tế mới là một "hệ thống tập thể linh hoạt" nơi các doanh nghiệp đang áp dụng "các hành động tích cực và tiến hóa" để đạt được sự phát triển kinh tế. Những báo cáo này phản ánh chính sách kinh tế chung của Kim về cải cách quản lý, tăng quyền tự chủ và khuyến khích cho các chủ thể kinh tế. Nhóm cải cách này được gọi là "các biện pháp ngày 30 tháng 5" tái khẳng định cả quyền sở hữu xã hội chủ nghĩa và "luật kinh tế khách quan trong hướng dẫn và quản lý" để cải thiện mức sống. Các mục tiêu khác của các biện pháp là tăng sự sẵn có của hàng hóa sản xuất trong nước trên thị trường, đưa các sáng kiến quốc phòng vào khu vực dân sự và thúc đẩy thương mại quốc tế.
Tại Bình Nhưỡng từ năm 2012 đã có một sự bùng nổ trong xây dựng, mang lại màu sắc và phong cách kiến trúc sáng tạo cho thành phố. Trong khi trước đây tập trung vào việc xây dựng các di tích, chính phủ mới dưới thời Kim Jong-un đã xây dựng các công viên giải trí, công viên thủy sinh, sân trượt băng, bể cá heo và khu nghỉ dưỡng trượt tuyết.

### Tin tức về các vụ xử tử
Theo tờ Times (Mỹ) thì các tin tức, báo cáo về thanh trừng và hành quyết ở Triều Tiên là rất khó để xác minh tính xác thực. Ví dụ, vào tháng 5 năm 2014, tờ Washington Times (Mỹ) đưa tin về việc tướng Ri Yong-gil, người mà tờ báo Yonhap (Hàn Quốc) loan tin rằng đã bị xử tử hồi đầu năm, trên thực tế, vẫn còn sống khỏe mạnh.
Vào ngày 29 tháng 8 năm 2013, Tờ Chosun Ilbo (Hàn Quốc) đưa tin rằng nữ ca sĩ Triều Tiên Hyon Song-wol đã bị xử tử ngay giữa sân vận động, cùng với 11 ca sĩ khác (bao gồm các thành viên của Dàn nhạc Unhasu và Ban nhạc nhẹ Wangjaesan) trước sự chứng kiến của hàng ngàn người, theo lệnh của Kim Jong-un Câu chuyện đã được loan tin trên toàn thế giới. Nguồn tin này còn cho rằng Hyon Song-wol là bạn gái cũ của Kim Jong-un, và cô và những người khác bị xử bắn vì đã quay video khiêu dâm Nhưng vào ngày 16 tháng 5 năm 2014, trang Yahoo News (Mỹ) cho biết Hyon có xuất hiện trên truyền hình Triều Tiên khi tham gia Hội nghị Nghệ sĩ Quốc gia, cho thấy thông tin của tờ Chosun Ilbo là không chính xác
Theo báo chí Hàn Quốc đưa tin vào năm 2012, Kim Chol - Thứ trưởng Bộ Quốc phòng Triều Tiên, đã bị thanh trừng và xử tử bằng súng cối vì "uống rượu và đi vui chơi" trong thời gian để tang cố lãnh đạo Kim Jong-il. Câu chuyện ban đầu được loan tin bởi tờ Chosun Ilbo (Hàn Quốc), sau đó được truyền thông khắp thế giới đăng tải Tuy nhiên, phân tích tiếp theo của Tạp chí Chính sách đối ngoại (Mỹ) đã xác định thông tin này rất có thể bắt nguồn từ một tin đồn và câu chuyện này "chứng minh làm thế nào mà một nguồn tin nặc danh lại có thể tạo ra một câu chuyện trên báo chí Hàn Quốc, sau đó được nâng lên thành các bản tin thực sự tại các hãng tin tức lớn như Daily Mail"
Vào tháng 12 năm 2013, chú của Kim Jong-un là Jang Song-thaek đã bị bắt và bị xử tử vì tội phản bội và tham nhũng. Jang được cho là đã bị xử tử bằng cách xử bắn. Tờ Yonhap (Hàn Quốc) còn đưa tin rằng, theo nhiều "nguồn tin giấu tên", Kim Jong-un cũng đã giết các thành viên khác trong gia đình của Jang, bao gồm cả con cháu và toàn bộ người thân của ông này để "tiêu diệt hoàn toàn mọi dấu vết về sự tồn tại của Jang", bao gồm cả chị gái của Jang là Jang Kye-sun, chồng của Kye-sun là đại sứ Triều Tiên tại Cuba - ông Jon Yong-jin, cháu trai của Jang và là đại sứ tại Malaysia - ông Jang Yong-chol. Hai đứa con trai của cháu trai Kye-sun cũng được Yonhap đưa tin là đã bị giết. Vào thời điểm Jang bị phế truất, có thông báo rằng "việc phát hiện và thanh trừng nhóm Jang... đã khiến đảng và tầng lớp cách mạng của chúng ta trở nên trong sạch hơn..."  và sau khi bị xử tử vào ngày 12 tháng 12 năm 2013, truyền thông nhà nước đã cảnh báo rằng quân đội "sẽ không bao giờ tha thứ cho tất cả những ai bất tuân mệnh lệnh của Tổng tư lệnh tối cao".
Một số phương tiện truyền thông quốc tế còn đưa tin rằng Jang Song-thaek đã bị xử tử một cách tàn nhẫn: ông bị xé xác bởi một bầy chó đói khát và hung dữ theo lệnh của Kim Jong-un Sau khi các thông tin này lan rộng, Trevor Powell, một kỹ sư phần mềm tại Chicago, đã phát hiện ra câu chuyện này là tác phẩm hư cấu bắt nguồn từ một blog cá nhân mang tính châm biếm của một người Trung Quốc Vì đã lỡ đưa tin, một số phương tiện truyền thông đã lặng lẽ gỡ bỏ những bài báo đưa tin về việc này.
O Sang-hon (tiếng Hàn: 오상헌) là một phó bộ trưởng an ninh trong Bộ An ninh Xã hội trong chính phủ CHDCND Triều Tiên, là một quan chức cấp cao đã bị xử bắn vào năm 2014. Tờ báo Chosun Ilbo của Hàn Quốc đưa tin rằng O Sang-hon đã bị xử tử bằng súng phun lửa vì đã hỗ trợ chú của ông Kim Jong-un là Jang Song-taek.
Từ năm 2013, tờ CNN (Mỹ) đăng tin rằng có một số nguồn giấu tên nói rằng dì của Kim Jong-un, bà Kim Kyong-hui, đã chết vì đột quỵ hoặc đau tim, hoặc đã bị Kim Jong-un đầu độc. Nhưng vào tháng 1 năm 2020, tờ NK News (Mỹ) đưa tin bà Kim có xuất hiện trên truyền hình Triều Tiên, tham dự buổi hòa nhạc mừng năm mới cùng với Kim Jong-un
Nhà phân tích Andrei Lankov trong một bài viết trên tờ NK News (Mỹ) đã so sánh việc đưa tin về Triều Tiên với câu chuyện ngụ ngôn "thày bói xem voi", với các nhà phân tích giả mạo tiến hành suy diễn từ dữ liệu hạn chế. Các nhà báo Hàn Quốc đã thực hiện một vòng luẩn quẩn, trong đó một số tin đồn về Triều Tiên (thường xuất phát từ những người Triều Tiên đào tẩu hoặc "nguồn giấu tên") được đưa tin ở Hàn Quốc rồi được một tờ báo/bản tin truyền thông quốc tế lựa chọn đăng lại, và sau đó lại được truyền thông Hàn Quốc trích dẫn như thể đó là sự thật..

### Cáo buộc vi phạm nhân quyền
Chính phủ Triều Tiên dưới sự lãnh đạo của Kim Jong-il đã bị Đại hội đồng Liên Hợp Quốc lên án về vi phạm nhân quyền. Báo cáo cho biết dưới thời Kim Jong-un các vi phạm nhân quyền vẫn đang tiếp tục diễn ra.
Báo cáo năm 2013 về tình hình nhân quyền ở CHDCND Triều Tiên  của Báo cáo viên đặc biệt Liên Hợp Quốc Marzuki Darusman đã đề xuất một ủy ban điều tra của Liên Hợp Quốc để ghi lại trách nhiệm của Kim Jong-un và các cá nhân khác trong chính phủ CHDCND Triều Tiên vì tội ác chống lại loài người. Báo cáo của ủy ban điều tra đã được công bố vào tháng 2 năm 2014 và đề nghị rằng Kim "phải chịu trách nhiệm về tội ác chống lại loài người" tại Tòa án Hình sự Quốc tế.
Vào tháng 7 năm 2016, Bộ Tài chính Hoa Kỳ đã áp dụng các biện pháp trừng phạt cá nhân đối với Kim. Mặc dù sự liên quan của ông trong các vi phạm nhân quyền được trích dẫn là lý do trừng phạt, quan chức cho biết các lệnh trừng phạt nhắm vào các chương trình hạt nhân và tên lửa của đất nước này.
Vào tháng 6 năm 2017, Tổng thống Hoa Kỳ Donald Trump đã lên án chế độ của Kim Jong-un là tàn bạo và mô tả ông Kim là "người điên" sau khi sinh viên Mỹ Otto Warmbier bị bắt và ốm chết trong trại giam trong một chuyến du lịch tới Triều Tiên.

### Cáo buộc CIA ám sát năm 2017
Vào tháng 5 năm 2017, chính phủ Triều Tiên tuyên bố rằng Cơ quan Tình báo Trung ương (CIA) của Hoa Kỳ và Cơ quan Tình báo Quốc gia Hàn Quốc (NIS) đã thuê một người thợ xẻ gỗ Triều Tiên làm việc ở Nga để ám sát Kim Jong-un với một "vũ khí sinh - hóa học" rất tinh vi, vừa mang chất phóng xạ vừa là chất độc nano, với tác dụng độc tính sẽ chỉ phát tác sau vài tháng. Triều Tiên nói rằng họ sẽ tìm cách dẫn độ bất cứ ai liên quan đến vụ ám sát.

### Phát triển vũ khí hạt nhân

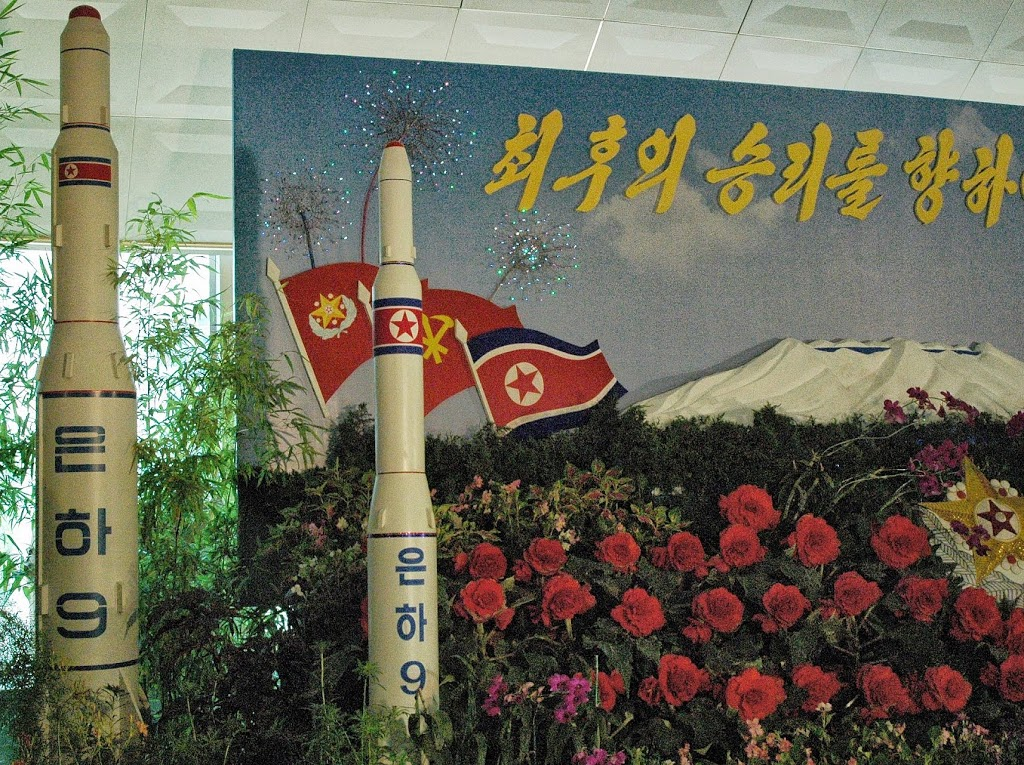
Mô hình tên lửa Unha -9 được trưng bày tại triển lãm hoa ở Bình Nhưỡng, ngày 30 tháng 8 năm 2013

Dưới thời Kim Jong-un, Triều Tiên đã tiếp tục phát triển vũ khí hạt nhân. Tại một cuộc họp toàn thể của Ủy ban Trung ương Đảng Lao động tổ chức vào ngày 31 tháng 3 năm 2013, Kim Jong-un tuyên bố rằng Triều Tiên sẽ thông qua "một đường lối chiến lược mới để tiến hành xây dựng kinh tế và xây dựng lực lượng vũ trang hạt nhân".
Theo một số nhà phân tích, Triều Tiên coi kho vũ khí hạt nhân là yếu tố sống còn để ngăn chặn một cuộc tấn công và Triều Tiên không có khả năng sẽ phát động chiến tranh hạt nhân. Theo một nhà nghiên cứu cấp cao của Tập đoàn RAND, Kim Jong-un tin rằng vũ khí hạt nhân là bảo đảm cho sự tồn tại của chế độ. Trong Đại hội 7 của Đảng Lao động Triều Tiên năm 2016, Kim Jong-un tuyên bố rằng Triều Tiên sẽ "không sử dụng vũ khí hạt nhân trước trừ khi các thế lực thù địch hung hăng sử dụng vũ khí hạt nhân xâm phạm chủ quyền của chúng ta". Tuy nhiên, trong những dịp khác, Triều Tiên đã đe dọa các cuộc tấn công hạt nhân "phủ đầu" trước một cuộc tấn công do Mỹ khởi xướng. Vào tháng 12 năm 2015, Kim tuyên bố rằng gia đình ông đã thành công trong việc "biến Triều Tiên thành một quốc gia có vũ khí hạt nhân mạnh mẽ sẵn sàng kích nổ bom A và bom H tự làm ra để bảo vệ chủ quyền và phẩm giá của quốc gia".
Vào tháng 1 năm 2018, ước tính kho vũ khí hạt nhân của Triều Tiên dao động trong khoảng từ 15 đến 60 quả bom, có thể bao gồm cả bom hydro. Theo ý kiến của các nhà phân tích, tên lửa đạn đạo Hwasong-15 có khả năng tấn công bất cứ vị trí nào ở Mỹ.
Liên Hợp Quốc đã ban hành một loạt các lệnh trừng phạt đối với Triều Tiên vì chương trình hạt nhân và các vụ thử tên lửa của nước này.

### Giảm bớt căng thẳng tại bán đảo Triều Tiên

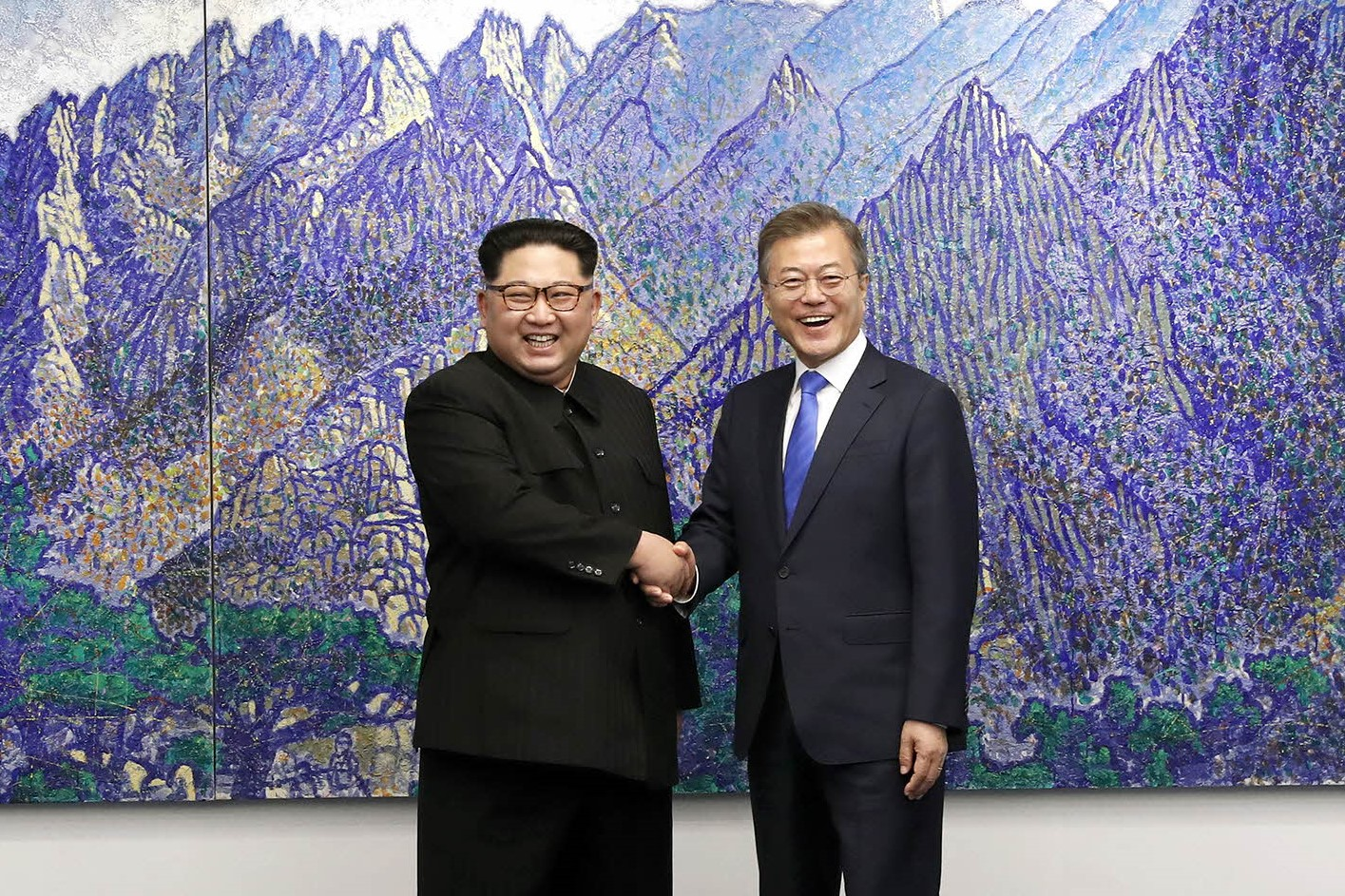
Kim và Tổng thống Hàn Quốc Moon Jae-in bắt tay trong Hội nghị thượng đỉnh liên Triều 2018, tháng 4 năm 2018

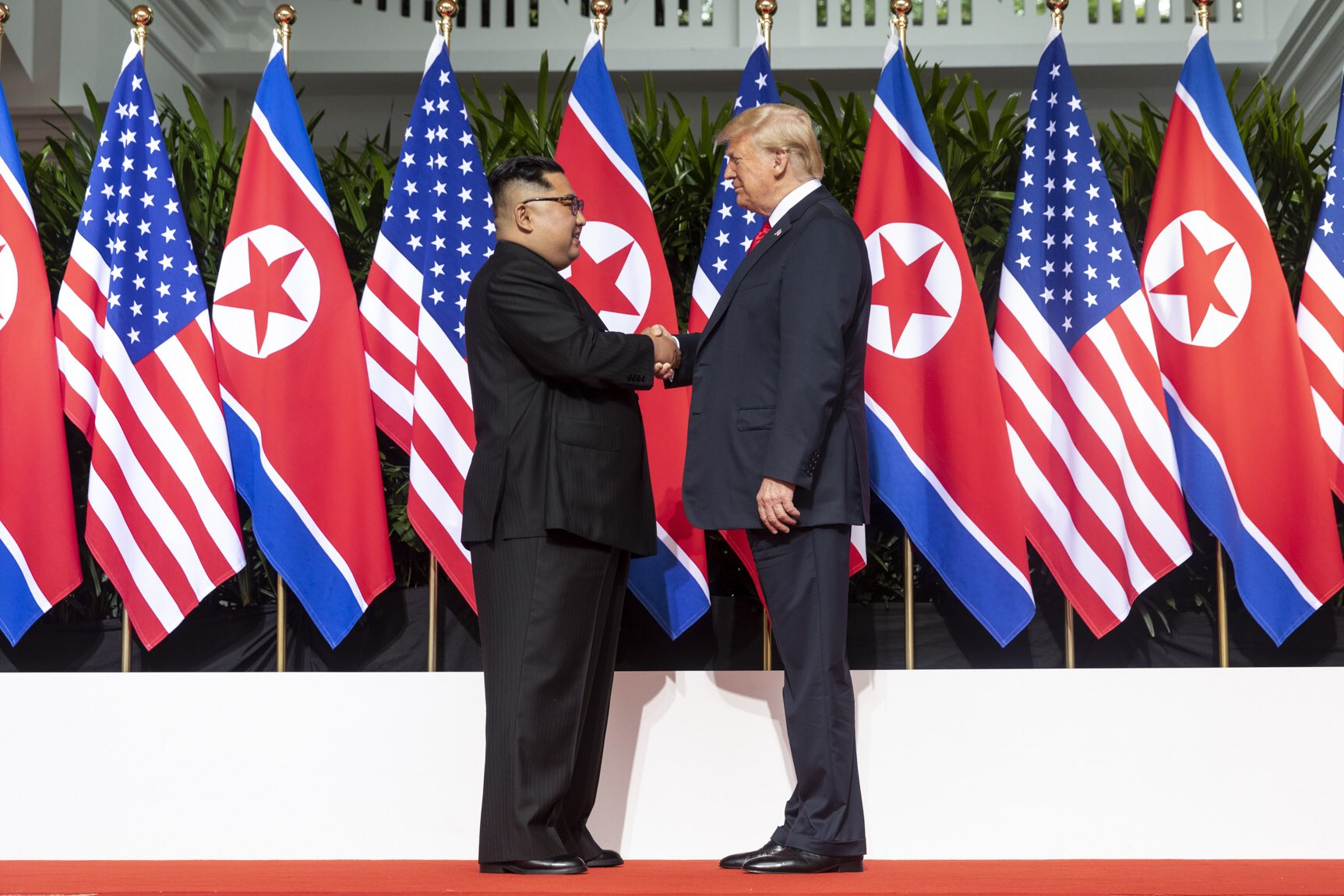
Kim và Tổng thống Mỹ Donald Trump bắt tay khi bắt đầu Hội nghị thượng đỉnh Triều Tiên – Hoa Kỳ 2018 tại Singapore

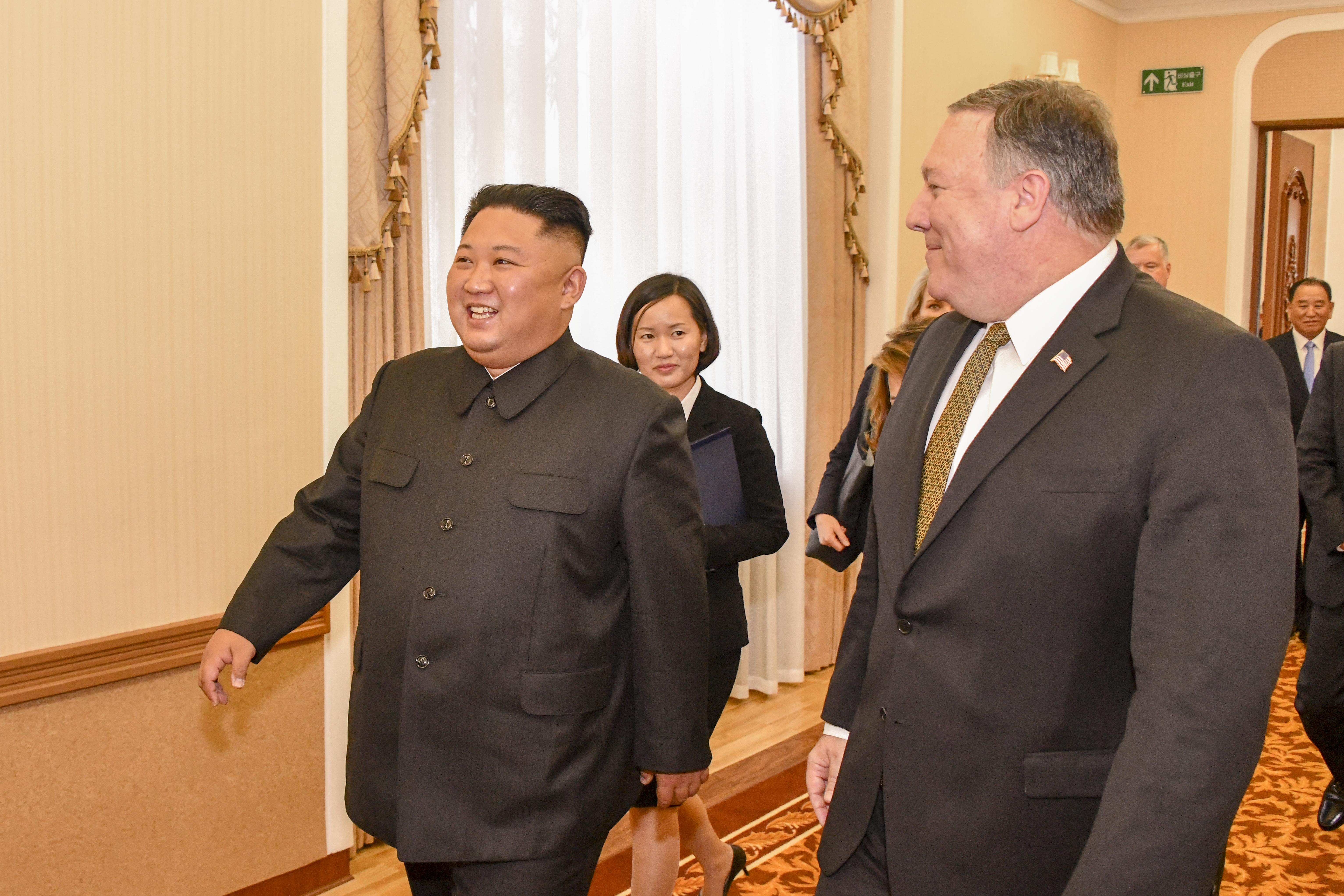
Kim và Ngoại trưởng Hoa Kỳ Mike Pompeo tại Bình Nhưỡng, tháng 10 năm 2018

Trong bài phát biểu năm mới 2018, Kim tuyên bố rằng ông sẵn sàng đối thoại với Hàn Quốc với mục đích tham gia Thế vận hội mùa đông sắp tới ở miền Nam. Đường dây nóng giữa Seoul và Bình Nhưỡng được mở cửa trở lại sau gần hai năm. Triều Tiên và Hàn Quốc đã diễu hành cùng nhau trong lễ khai mạc Thế vận hội, và lập một đội khúc côn cầu trên băng cho nữ thi đấu chung, kết thúc đội chung 2 miền này đứng thứ tám. Ngoài các vận động viên, Kim còn gửi tới một phái đoàn cấp cao chưa từng có bao gồm em gái của mình, Kim Yo-jong, và Chủ tịch Đoàn chủ tịch, Kim Yong-nam, và các nghệ sĩ biểu diễn như Dàn nhạc Samjiyon. Vào ngày 5 tháng 3, ông đã sắp xếp một cuộc họp với Chánh Văn phòng An ninh Quốc gia Hàn Quốc, Chung Eui-yong.
Truyền thông Trung Quốc tuyên bố rằng Kim đã đến thăm Bắc Kinh vào ngày 26 tháng 3. Điều này đã được xác nhận bởi đại diện báo chí nhà nước Triều Tiên là Thông tấn xã Trung ương Triều Tiên (KCNA) vào ngày 28 tháng 3.
Tại hội nghị thượng đỉnh liên Triều tháng 4 năm 2018, Kim và Tổng thống Hàn Quốc Moon Jae-in đã ký Tuyên bố Panmunjom, cam kết chuyển Hiệp định đình chiến Triều Tiên thành một hiệp ước hòa bình trọn vẹn, chính thức chấm dứt Chiến tranh Triều Tiên, vào cuối năm 2018.
Từ ngày 7 tháng 8, Kim có chuyến thăm thứ hai tới Trung Quốc, gặp gỡ Tập Cận Bình ở Đại Liên.
Vào ngày 26 tháng 5, Kim đã có cuộc gặp thứ hai và không báo trước tại nửa Bàn Môn Điếm thuộc Triều Tiên. Tại đó ông gặp Tổng thống Moon để thảo luận về hội nghị thượng đỉnh với Donald Trump.
Vào ngày 10 tháng 6, Kim đến Singapore và gặp Thủ tướng Lý Hiển Long. Vào ngày 12 tháng 6, Kim đã gặp Donald Trump tại Hội nghị thượng đỉnh và ký một tuyên bố, khẳng định cam kết hòa bình và giải trừ hạt nhân.
Vào tháng 9, Kim đã tổ chức một Hội nghị thượng đỉnh khác với Tổng thống Moon ở Bình Nhưỡng. Tại hội nghị Kim đồng ý dỡ bỏ các cơ sở vũ khí hạt nhân của Triều Tiên nếu Hoa Kỳ có hành động đối ứng. Hai chính phủ cũng tuyên bố rằng họ sẽ thiết lập các vùng đệm trên biên giới của họ để ngăn chặn xung đột.
Ngày 26 tháng 2 năm 2019, Kim đã tới Hà Nội, Việt Nam để gặp Tổng thống Hoa Kỳ Donald Trump tại Hội nghị thượng đỉnh Triều Tiên – Hoa Kỳ 2019.

## Lãnh đạo tối cao

### Đối nội
Sau khi Kim Jong-un lên nắm quyền, Triều Tiên đã nhanh chóng tuyên bố sẽ không có bất kỳ sự thay đổi nào: "Chúng tôi trang trọng và quả quyết tuyên bố rằng các chính trị gia ngu ngốc trên khắp thế giới, bao gồm cả những kẻ bù nhìn ở Hàn Quốc, đừng có mong bất cứ sự thay đổi gì từ phía chúng tôi."". Và họ cũng kêu gọi quân đội, đảng cầm quyền và người dân sẵn sàng làm "lá chắn sống" để bảo vệ "lãnh tụ tối cao" Kim Jong-un đến hơi thở cuối cùng.
Theo tin tức từ Triều Tiên, trong hoạt động đầu tiên của mình, Đại tướng Kim Jong-un đã đến thăm một binh đoàn xe tăng. Tuy thừa nhận đất nước đang gặp "khủng hoảng lương thực" nhưng Triều Tiên tự tin sẽ "đi đến thịnh vượng" và sẽ "chuyển mình thành nền kinh tế khổng lồ" trong năm 2012.
Ngày 17 tháng 7 năm 2012, Kim Jong Un được phong quân hàm Nguyên soái Cộng hòa Dân chủ Nhân dân Triều Tiên, cấp hàm cao nhất của Quân đội Nhân dân Triều Tiên. Tin này được truyền thông nhà nước công bố một ngày sau đó. Trước đó một ngày, Phó nguyên soái Ri Yong-ho, Tổng tham mưu trưởng quân đội và phó chủ tịch của Quân ủy Trung ương đã miễn nhiệm tất cả mọi chức vụ chính thức vì lý do sức khỏe. Các nhà bình luận phương Tây cho rằng động thái này cho thấy ông Kim Jong Un muốn củng cố quyền lực thông qua việc điều hành quân đội Triều Tiên.
Dưới thời Kim Jong-un, CHDCND Triều Tiên cũng thu được một số thành tựu. Tháng 12/2012, Triều Tiên phóng thành công tên lửa mang vệ tinh lên vũ trụ, trở thành một trong số ít các quốc gia làm chủ được công nghệ vũ trụ Năm 2013, Triều Tiên đã giải quyết được nạn thiếu lương thực kéo dài từ thập niên 1990. Theo con số của Chương trình Lương thực Thế giới, năm 2013 Triều Tiên đã nhập kho khoảng 5,93 triệu tấn lương thực và năm 2014 là 5,94 triệu tấn, đủ để cung ứng nhu cầu cơ bản của người dân. Nguyên nhân vụ thu hoạch kỷ lục xuất phát từ đường lối đúng đắn của ban lãnh đạo mới khi đề ra chủ trương thay đổi trong quản lý nông nghiệp từ năm 2012 Năm 2015, Triều Tiên bắt đầu tự sản xuất máy bay hạng nhẹ dựa theo thiết kế của chiếc An-2 của hãng Antonov và loại phi cơ Mỹ Cessna 172 Skyhawk, bản thân ông Kim Jong-un đã đích thân tham gia lái thử nghiệm chiếc máy bay dân dụng mới do nước mình sản xuất.
Ngày 9 tháng 12 năm 2013, hãng tin KCNA của Triều Tiên loan tin ông Chang Song-thaek từng là Phó Chủ tịch Quân ủy Trung ương Triều Tiên, chồng của bà Kim Kyong-hui (là cô ruột của Kim Jong-un), đã bị tước hết mọi chức vụ và bị khai trừ khỏi Đảng. Trước đó, 2 trong số các trợ lý gần gũi của ông đã bị xử tử vì tội tham nhũng. Ngày 12 tháng 12 năm 2013, ông Chang Song-thaek bị tòa án quân sự kết tội tổ chức lật đổ. Ngoài ra, Chang Song-thaek còn bị kết án đã phạm nhiều tội khác, gồm tham nhũng, đồi trụy, sử dụng ma túy, có quan hệ bất chính với nhiều phụ nữ và tham gia đánh bạc tại nước ngoài. Chang Song-thaek đã bị tòa tuyên án tử hình.
Ngày 12 tháng 12 năm 2013 hãng thông tấn KCNA của Đảng Lao động Triều Tiên cũng gọi Kim Jong-un là Lãnh tụ kính yêu - một danh hiệu mà trước đây chỉ dành cho Kim Il-sung nhà lập quốc và Kim Jong-il bố của Kim Jong-un.
Ngày 29 tháng 6 năm 2016, tại kỳ họp lần thứ tư của Hội đồng Nhân dân Tối cao khóa XIII (tức Quốc hội Triều Tiên), Kim Jong-un được bầu làm Chủ tịch Ủy ban Quốc vụ. Ủy ban này được thành lập nhằm thay thế cho Ủy ban Quốc phòng Triều Tiên - cơ quan quyền lực nhất dưới thời cố lãnh đạo Kim Jong-il.

### Đối ngoại
Khi Jong-un lên nắm quyền, giới chức Trung Quốc, vốn đã tỏ ra rất cẩn trọng trước sự đi xuống quan hệ ngoại giao giữa Trung Quốc và Cộng hòa Dân chủ Nhân dân Triều Tiên, đã khá kỳ vọng vào sự đột phá ngoại giao giữa hai nước. Trung Quốc là nhà viện trợ kinh tế lớn nhất cho Triều Tiên kể từ sau 1991.
Thế như, trước các sự kiện như vụ tuyên án tử hình Jang Sung-taek, và đặc biệt là cái chết của Kim Jong-nam ở Kuala Lumpur (được cho là do có hai điệp viên Triều Tiên đứng sau việc này), cũng như những lời đồn về "kế hoạch của điệp viên Triều Tiên ám sát con trai Kim Chính Nam", Trung Quốc đã tỏ ra khá bất bình và đã có những động thái ngày càng quyết liệt với chính quyền Bình Nhưỡng. Năm 2016, Trung Quốc đã cắt giảm viện trợ thương mại, cũng như yêu cầu đóng cửa một số tài khoản của Ngân hàng Trung ương Triều Tiên tại Trung Quốc. Cùng lúc đó, chính phủ Trung Quốc đã gia tăng những hạn chế thương mại với Triều Tiên, đặc biệt là việc ngưng nhập khẩu than từ nước này. Theo The Times of India, nhân kỷ niệm Quốc khánh Ấn Độ năm 2017, ngoại trưởng Anh, Boris Johnson, nói rằng Trung Quốc đã nắm tới 90% kim ngạch thương mại của Triều Tiên và Trung Quốc cần phải chứng tỏ mình trong vấn đề này.
Từ ngày 25 đến 28 tháng 3 năm 2018, trước khả năng có một cuộc gặp lần đầu tiên của một lãnh đạo Triều Tiên với Tổng thống Mỹ, ông Kim Jong Un đã có chuyến thăm bí mật không chính thức đầu tiên tới Trung Quốc. Ông đã gặp mặt Chủ tịch Trung Quốc Tập Cận Bình và đây cũng là chuyến công du nước ngoài đầu tiên của ông Kim Jong Un. Chuyến thăm cũng nằm trong bối cảnh Trung Quốc vừa sửa đổi Hiến pháp mở đường cho ông Tập Cận Bình có thể tại nhiệm suốt đời (ngày 11/3/2018).
Từ cuối năm 2018, ông đã có một số lần gặp mặt Tổng thống Mỹ Donald Trump để thảo luận về việc bình thường hóa quan hệ giữa 2 nước.
Sau hội nghị thượng đỉnh Triều-Mỹ tổ chức tại Hà Nội, Việt Nam, ông có một chuyến thăm Việt Nam cấp nhà nước trong 1 ngày, nhằm thắt chặt mối quan hệ hữu nghị 2 nước thêm tốt đẹp.
Ngày 20 tháng 6 năm 2019, lần đầu tiên ông đón một lãnh đạo Trung Quốc khi chủ tịch Tập Cận Bình đến thăm Bình Nhưỡng.

## Cá tính
Kenji Fujimoto, một đầu bếp người Nhật tự nhận là đầu bếp cá nhân của Kim Jong-il, đã mô tả Kim Jong-un là "một người đàn ông cổ điển, một hình ảnh giống hệt của người cha về khuôn mặt, hình dáng và tính cách  Theo người đầu bếp này, Jong-un là một fan hâm mộ lớn của The Beatles và Jean-Claude Van Damme.
Washington Post đưa tin vào năm 2009 rằng những người bạn ở trường của Kim Jong-un nhớ lại rằng ông "đã dành hàng giờ để thực hiện những bức vẽ bằng bút chì tỉ mỉ của siêu sao Michael Jordan của Chicago Bulls ". Kim say mê bóng rổ và trò chơi máy tính. Vào ngày 26 tháng 2 năm 2013, Kim Jong‑un đã gặp Dennis Rodman, khiến nhiều phóng viên suy đoán rằng Rodman là người Mỹ đầu tiên mà Kim gặp. Rodman mô tả chuyến đi tới hòn đảo riêng của Kim Jong-un, "Nó giống như Hawaii hoặc Ibiza, nhưng Kim là người duy nhất sống ở đó." 
Vào tháng 7 năm 2012, Kim Jong-un đã cho thấy một sự thay đổi trong chính sách văn hóa từ cha mình bằng cách tham dự một buổi hòa nhạc của ban nhạc Moranbong. Buổi hòa nhạc chứa một số yếu tố của văn hóa nhạc pop từ phương Tây, đặc biệt là Hoa Kỳ. Kim đã sử dụng sự kiện này để đưa vợ ra mắt trước công chúng, một động thái chưa từng có ở Triều Tiên.
Trong chuyến đi của Dennis Rodman, phó phóng viên của tạp chí Ryan Duffy đã nhận xét rằng "nhà lãnh đạo này 'giao tiếp xã hội kém' và không nhìn vào mắt khi bắt tay".
Theo ông Cheong Seong-chang của Viện Sejong, Kim Jong-un có mối quan tâm cụ thể hơn về phúc lợi của người dân và tham gia vào sự tương tác với họ nhiều hơn cha và ông mình.
Những người Hàn Quốc đã nhìn thấy Kim tại hội nghị thượng đỉnh vào tháng 4 năm 2018 đã mô tả ông là người thẳng thắn, hài hước và chu đáo. Sau khi gặp Kim Jong-un, Tổng thống Mỹ Donald Trump nói: "Tôi đã thấy được rằng ông ấy là một người đàn ông tài năng. Tôi cũng hiểu được rằng Kim Jong-un yêu đất nước của mình rất nhiều." Ông nói thêm rằng Kim có "tính cách tuyệt vời" và "rất thông minh".
Theo Joao Micaelo, con trai của một nhà ngoại giao Bồ Đào Nha, cùng là bạn của Kim Jong-un ở Trường quốc tế Berne (Thụy Sĩ) thì Kim Jong-un thích bóng đá và bóng rổ, có một chất giọng mạnh mẽ. Kim học tiếng Đức nhưng tiếng Anh thì có phần khá hơn, khá giỏi toán và cũng không phải là "mọt sách". Kim không uống rượu và cũng không hứng thú với bạn gái, anh ít nói về quê nhà nhưng tỏ ra rất yêu đất nước mình khi thường nghe những bài hát của Triều Tiên, đặc biệt là Ái Quốc ca, quốc ca của Triều Tiên. Trong quá trình học tập, Kim Jong-un rất kín đáo về thân thế của mình với bạn bè. Một chiều chủ nhật năm 2000, trước khi trở về quê nhà, Kim Jong-un mới tiết lộ cho người bạn rằng mình không phải là con trai của một đại sứ mà là con trai của Chủ tịch Triều Tiên.
Đại sứ Việt Nam tại Triều Tiên, ông Lê Quảng Ba cho biết Kim Jong-un là người cư xử lịch thiệp, thoải mái và không hề có dấu hiệu của vua chúa như một số nguồn tin thêu dệt. Kim Jong-un đã đi từng bàn chúc rượu các đoàn ngoại giao và cười nói vui vẻ, hay dịp Quốc khánh cũng rất thân thiện.
Theo ông Cheong Seong-chang của Viện đại học Sejong, Kim Jong-un có mối quan tâm rõ ràng hơn đối với phúc lợi của người dân và có tương tác lớn hơn với người dân khi so với Kim Jong-il.

## Hình ảnh công cộng
Tạp chí Forbes xếp Kim là người quyền lực thứ 36 trên thế giới năm 2018 và cao nhất trong số những người Triều Tiên.
Theo một nghiên cứu được Trung tâm nghiên cứu Hàn Quốc thực hiện vào tháng 5 năm 2018, 78% số người được hỏi trong một cuộc thăm dò của Hàn Quốc nói rằng họ tin tưởng Kim.

## Tài sản
Kim được cho là có 17 cung điện xa xỉ trên khắp Triều Tiên, một đội tàu gồm 100 chiếc, nhiều xe hơi sang trọng từ châu Âu, máy bay riêng và du thuyền dài 100 foot (30 m). Rodman mô tả chuyến đi tới hòn đảo riêng của Kim Jong-un: "Nó giống như Hawaii hoặc Ibiza, nhưng Kim là người duy nhất sống ở đó." 

## Sức khỏe
Năm 2009, các báo cáo cho rằng Kim Jong-un mắc bệnh nhân tiểu đường và bị cao huyết áp. Ông cũng được biết là người hút thuốc lá.
Kim Jong-un đã không xuất hiện trước công chúng trong sáu tuần vào tháng 9 và tháng 10 năm 2014. Truyền thông nhà nước đưa tin rằng ông đang phải chịu một "tình trạng thể chất không thoải mái". Trước đây Kim đã được nhìn thấy đi khập khiễng. Khi Kim xuất hiện trở lại, hình ảnh cho thấy ông đang sử dụng một chiếc gậy đi bộ.
Vào tháng 9 năm 2015, chính phủ Hàn Quốc đã bình luận rằng Kim dường như đã tăng 30 kg trong 5 năm trước đó, đạt tổng trọng lượng cơ thể ước tính là 130 kg.
Vào tháng 4 năm 2020, một khoảng thời gian vắng mặt khác xuất hiện trước công chúng đã dẫn đến suy đoán về sức khỏe của Kim. Kim đã vắng mặt vào Ngày Mặt trời, 15 tháng 4, ngày kỷ niệm sinh nhật của lãnh đạo Kim Nhật Thành, người sáng lập đất nước Bắc Triều Tiên, mặc dù Kim đã được nhìn thấy lần cuối bốn ngày trước tại một cuộc họp của chính phủ. Daily NK báo cáo rằng Kim đã đến bệnh viện để phẫu thuật tim mạch vào ngày 12 tháng 4, nhưng theo báo cáo của CNN từ các cơ quan giám sát tình báo của Bắc Triều Tiên, đến ngày 21 tháng 4, tình trạng của Kim đã "nguy hiểm nghiêm trọng" sau cuộc phẫu thuật. Hãng thông tấn Yonhap của Hàn Quốc đã báo cáo khi trả lời những câu chuyện này rằng "không có dấu hiệu bất thường nào được phát hiện" liên quan đến sức khỏe của Kim. Reuters đưa tin rằng Trung Quốc đã cử một nhóm bác sĩ vào ngày 25 tháng 4 tới Bắc Triều Tiên để theo dõi tình trạng của Kim. Cố vấn chính sách đối ngoại của Hàn Quốc Moon Chung-in đã đưa ra một tuyên bố vào ngày 26 tháng 4 rằng "Kim Jong-un vẫn còn sống và khỏe mạnh. Ông đã ở lại khu vực Wonsan kể từ ngày 13 tháng 4. Cho đến nay không có di động đáng ngờ nào được phát hiện. " 

## Gia đình

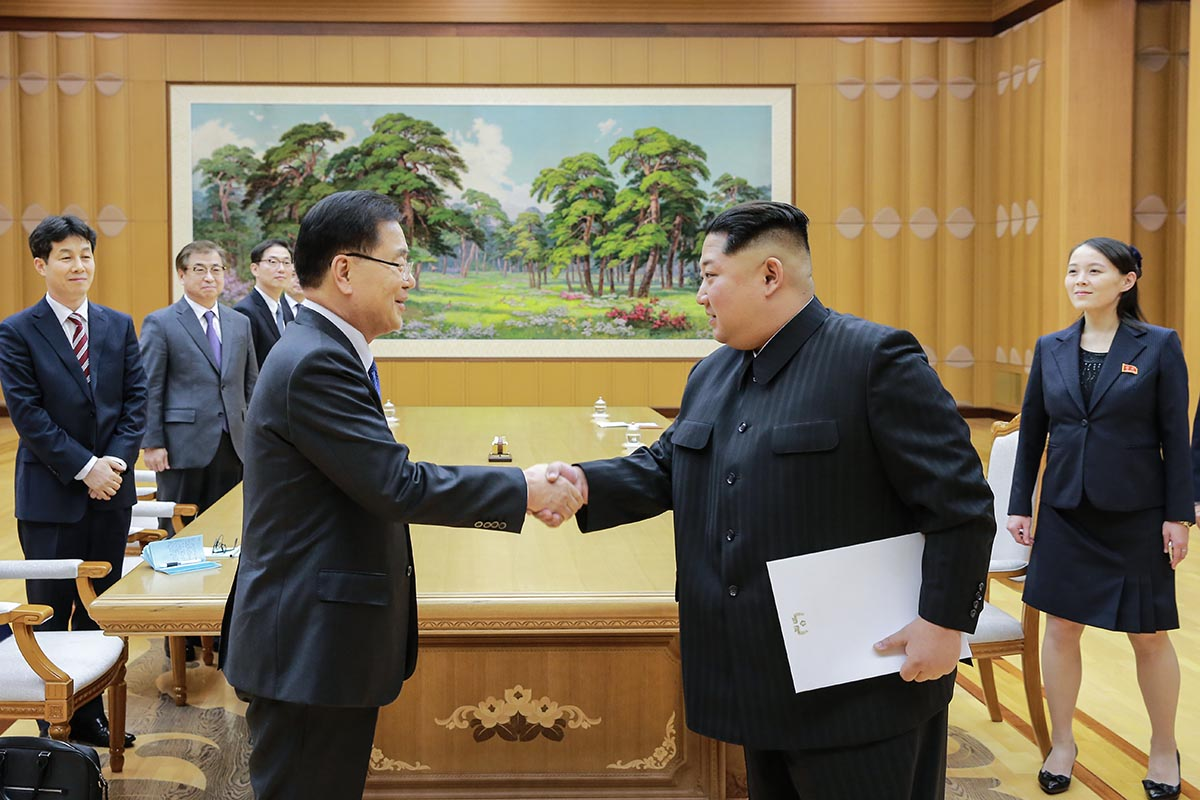
Kim (phải) và em gái Kim Yo-jong (ngoài cùng bên phải), người được cho là rất thân thiết với Kim

Vào ngày 25 tháng 7 năm 2012, lần đầu tiên truyền thông nhà nước Triều Tiên đưa tin Kim Jong-un kết hôn với Ri Sol-ju (리설주). Ri, người được cho là ở độ tuổi 20, đã đồng hành cùng Kim Jong-un và xuất hiện trước công chúng trong vài tuần trước khi có tuyên bố. Theo một nhà phân tích Hàn Quốc, Kim Jong-il đã vội vàng sắp xếp cuộc hôn nhân sau khi bị đột quỵ năm 2008, hai người đã kết hôn năm 2009 và họ có một đứa con vào năm 2010. Dennis Rodman, sau khi đến thăm Kim năm 2013, đã báo cáo rằng họ có một cô con gái tên Ju-ae. Tuy nhiên, các nguồn tin của Hàn Quốc suy đoán rằng hai người có thể có nhiều con hơn.
Kim đôi khi đi cùng với em gái của mình là Kim Yo-jong, người được cho là người tạo ra hình ảnh công khai của Kim và tổ chức các sự kiện công chúng cho ông. Theo Kim Yong-hyun, giáo sư nghiên cứu về Triều Tiên tại Đại học Dongguk ở Seoul và những người khác, việc thăng chức cho Kim Yo-jong và những người khác là một dấu hiệu cho thấy "chế độ Kim Jong-un đã chấm dứt thời gian sống chung với các nhân sự còn sót lại của chế độ Kim Jong-il trước đây bằng cách thực hiện một sự thay thế thế hệ trong các chức vụ chủ chốt quan trọng của đảng".
Vào ngày 13 tháng 2 năm 2017, Kim Jong-nam, anh em cùng cha khác mẹ của Kim Jong-un đang sống ở nước ngoài, đã bị ám sát bằng chất độc thần kinh VX khi đi qua Nhà ga số 2 tại Sân bay Quốc tế Kuala Lumpur.

## Gia phả họ Kim lãnh tụ CHDCND Triều Tiên
|                      |                      |                      |                      |                      |                      |                    |                    |                        |                        |                        |                        |                        |                        |                        |                        |                        |                        |                       |                       |                       |                       |                     |                     |                       |                       |                       |                       |                       |                       |                        |                        |                        |                        | Kim Bo-hyon 1871–1955   |                         |                         |                         |                         |                         |                       |                       |                        |                        |                        |                        |                        |                        |                          |                          |                          |                          |                          |                          |                   |                   |                    |                    |                    |                    |                    |                    |
|                      |                      |                      |                      |                      |                      |                    |                    |                        |                        |                        |                        |                        |                        |                        |                        |                        |                        |                       |                       |                       |                       |                     |                     |                       |                       |                       |                       |                       |                       |                        |                        |                        |                        |                         |                         |                         |                         |                         |                         |                       |                       |                        |                        |                        |                        |                        |                        |                          |                          |                          |                          |                          |                          |                   |                   |                    |                    |                    |                    |                    |                    |
|                      |                      |                      |                      |                      |                      |                    |                    |                        |                        |                        |                        |                        |                        |                        |                        |                        |                        |                       |                       |                       |                       |                     |                     |                       |                       |                       |                       |                       |                       |                        |                        |                        |                        | Kim Hyong-jik 1894–1926 | Kim Hyong-jik 1894–1926 | Kim Hyong-jik 1894–1926 | Kim Hyong-jik 1894–1926 | Kim Hyong-jik 1894–1926 | Kim Hyong-jik 1894–1926 |                       |                       | Kang Pan-sŏk 1892–1932 | Kang Pan-sŏk 1892–1932 | Kang Pan-sŏk 1892–1932 | Kang Pan-sŏk 1892–1932 | Kang Pan-sŏk 1892–1932 | Kang Pan-sŏk 1892–1932 |                          |                          |                          |                          |                          |                          |                   |                   |                    |                    |                    |                    |                    |                    |
|                      |                      |                      |                      |                      |                      |                    |                    |                        |                        |                        |                        |                        |                        |                        |                        |                        |                        |                       |                       |                       |                       |                     |                     |                       |                       |                       |                       |                       |                       |                        |                        |                        |                        | Kim Hyong-jik 1894–1926 | Kim Hyong-jik 1894–1926 | Kim Hyong-jik 1894–1926 | Kim Hyong-jik 1894–1926 | Kim Hyong-jik 1894–1926 | Kim Hyong-jik 1894–1926 |                       |                       | Kang Pan-sŏk 1892–1932 | Kang Pan-sŏk 1892–1932 | Kang Pan-sŏk 1892–1932 | Kang Pan-sŏk 1892–1932 | Kang Pan-sŏk 1892–1932 | Kang Pan-sŏk 1892–1932 |                          |                          |                          |                          |                          |                          |                   |                   |                    |                    |                    |                    |                    |                    |
|                      |                      |                      |                      |                      |                      |                    |                    |                        |                        |                        |                        |                        |                        |                        |                        |                        |                        |                       |                       |                       |                       |                     |                     |                       |                       |                       |                       |                       |                       |                        |                        |                        |                        |                         |                         |                         |                         |                         |                         |                       |                       |                        |                        |                        |                        |                        |                        |                          |                          |                          |                          |                          |                          |                   |                   |                    |                    |                    |                    |                    |                    |
|                      |                      |                      |                      |                      |                      |                    |                    |                        |                        |                        |                        |                        |                        |                        |                        |                        |                        |                       |                       |                       |                       |                     |                     |                       |                       |                       |                       |                       |                       |                        |                        |                        |                        |                         |                         |                         |                         |                         |                         |                       |                       |                        |                        |                        |                        |                        |                        |                          |                          |                          |                          |                          |                          |                   |                   |                    |                    |                    |                    |                    |                    |
|                      |                      |                      |                      |                      |                      |                    |                    |                        |                        |                        |                        |                        |                        |                        |                        |                        |                        |                       |                       |                       |                       |                     |                     |                       |                       |                       |                       |                       |                       | Kim Jong-suk 1919–1949 | Kim Jong-suk 1919–1949 | Kim Jong-suk 1919–1949 | Kim Jong-suk 1919–1949 | Kim Jong-suk 1919–1949  | Kim Jong-suk 1919–1949  |                         |                         | Kim Il-sung 1912–1994   | Kim Il-sung 1912–1994   | Kim Il-sung 1912–1994 | Kim Il-sung 1912–1994 | Kim Il-sung 1912–1994  | Kim Il-sung 1912–1994  |                        |                        | Kim Sung-ae 1928–?     | Kim Sung-ae 1928–?     | Kim Sung-ae 1928–?       | Kim Sung-ae 1928–?       | Kim Sung-ae 1928–?       | Kim Sung-ae 1928–?       |                          |                          | Kim Yong-ju 1920– | Kim Yong-ju 1920– | Kim Yong-ju 1920–  | Kim Yong-ju 1920–  | Kim Yong-ju 1920–  | Kim Yong-ju 1920–  |                    |                    |
|                      |                      |                      |                      |                      |                      |                    |                    |                        |                        |                        |                        |                        |                        |                        |                        |                        |                        |                       |                       |                       |                       |                     |                     |                       |                       |                       |                       |                       |                       | Kim Jong-suk 1919–1949 | Kim Jong-suk 1919–1949 | Kim Jong-suk 1919–1949 | Kim Jong-suk 1919–1949 | Kim Jong-suk 1919–1949  | Kim Jong-suk 1919–1949  |                         |                         | Kim Il-sung 1912–1994   | Kim Il-sung 1912–1994   | Kim Il-sung 1912–1994 | Kim Il-sung 1912–1994 | Kim Il-sung 1912–1994  | Kim Il-sung 1912–1994  |                        |                        | Kim Sung-ae 1928–?     | Kim Sung-ae 1928–?     | Kim Sung-ae 1928–?       | Kim Sung-ae 1928–?       | Kim Sung-ae 1928–?       | Kim Sung-ae 1928–?       |                          |                          | Kim Yong-ju 1920– | Kim Yong-ju 1920– | Kim Yong-ju 1920–  | Kim Yong-ju 1920–  | Kim Yong-ju 1920–  | Kim Yong-ju 1920–  |                    |                    |
|                      |                      |                      |                      |                      |                      |                    |                    |                        |                        |                        |                        |                        |                        |                        |                        |                        |                        |                       |                       |                       |                       |                     |                     |                       |                       |                       |                       |                       |                       |                        |                        |                        |                        |                         |                         |                         |                         |                         |                         |                       |                       |                        |                        |                        |                        |                        |                        |                          |                          |                          |                          |                          |                          |                   |                   |                    |                    |                    |                    |                    |                    |
|                      |                      |                      |                      |                      |                      |                    |                    |                        |                        |                        |                        |                        |                        |                        |                        |                        |                        |                       |                       |                       |                       |                     |                     |                       |                       |                       |                       |                       |                       |                        |                        |                        |                        |                         |                         |                         |                         |                         |                         |                       |                       |                        |                        |                        |                        |                        |                        |                          |                          |                          |                          |                          |                          |                   |                   |                    |                    |                    |                    |                    |                    |
|                      |                      |                      |                      |                      |                      |                    |                    |                        |                        |                        |                        |                        |                        |                        |                        |                        |                        |                       |                       |                       |                       |                     |                     |                       |                       |                       |                       |                       |                       |                        |                        |                        |                        |                         |                         |                         |                         |                         |                         |                       |                       |                        |                        |                        |                        |                        |                        |                          |                          |                          |                          |                          |                          |                   |                   |                    |                    |                    |                    |                    |                    |
|                      |                      |                      |                      |                      |                      |                    |                    |                        |                        |                        |                        |                        |                        |                        |                        |                        |                        |                       |                       |                       |                       |                     |                     |                       |                       |                       |                       |                       |                       |                        |                        |                        |                        |                         |                         |                         |                         |                         |                         |                       |                       |                        |                        |                        |                        |                        |                        |                          |                          |                          |                          |                          |                          |                   |                   |                    |                    |                    |                    |                    |                    |
| Kim Young-sook 1947– | Kim Young-sook 1947– | Kim Young-sook 1947– | Kim Young-sook 1947– | Kim Young-sook 1947– | Kim Young-sook 1947– |                    |                    | Song Hye-rim 1937–2002 | Song Hye-rim 1937–2002 | Song Hye-rim 1937–2002 | Song Hye-rim 1937–2002 | Song Hye-rim 1937–2002 | Song Hye-rim 1937–2002 |                        |                        | Kim Jong-il 1941–2011  | Kim Jong-il 1941–2011  | Kim Jong-il 1941–2011 | Kim Jong-il 1941–2011 | Kim Jong-il 1941–2011 | Kim Jong-il 1941–2011 |                     |                     | Ko Yong-hui 1953–2004 | Ko Yong-hui 1953–2004 | Ko Yong-hui 1953–2004 | Ko Yong-hui 1953–2004 | Ko Yong-hui 1953–2004 | Ko Yong-hui 1953–2004 |                        |                        | Kim Ok 1964–           | Kim Ok 1964–           | Kim Ok 1964–            | Kim Ok 1964–            | Kim Ok 1964–            | Kim Ok 1964–            |                         |                         | Kim Kyong-hui 1946–   | Kim Kyong-hui 1946–   | Kim Kyong-hui 1946–    | Kim Kyong-hui 1946–    | Kim Kyong-hui 1946–    | Kim Kyong-hui 1946–    |                        |                        | Jang Sung-taek 1946–2013 | Jang Sung-taek 1946–2013 | Jang Sung-taek 1946–2013 | Jang Sung-taek 1946–2013 | Jang Sung-taek 1946–2013 | Jang Sung-taek 1946–2013 |                   |                   | Kim Pyong-il 1954– | Kim Pyong-il 1954– | Kim Pyong-il 1954– | Kim Pyong-il 1954– | Kim Pyong-il 1954– | Kim Pyong-il 1954– |
| Kim Young-sook 1947– | Kim Young-sook 1947– | Kim Young-sook 1947– | Kim Young-sook 1947– | Kim Young-sook 1947– | Kim Young-sook 1947– |                    |                    | Song Hye-rim 1937–2002 | Song Hye-rim 1937–2002 | Song Hye-rim 1937–2002 | Song Hye-rim 1937–2002 | Song Hye-rim 1937–2002 | Song Hye-rim 1937–2002 |                        |                        | Kim Jong-il 1941–2011  | Kim Jong-il 1941–2011  | Kim Jong-il 1941–2011 | Kim Jong-il 1941–2011 | Kim Jong-il 1941–2011 | Kim Jong-il 1941–2011 |                     |                     | Ko Yong-hui 1953–2004 | Ko Yong-hui 1953–2004 | Ko Yong-hui 1953–2004 | Ko Yong-hui 1953–2004 | Ko Yong-hui 1953–2004 | Ko Yong-hui 1953–2004 |                        |                        | Kim Ok 1964–           | Kim Ok 1964–           | Kim Ok 1964–            | Kim Ok 1964–            | Kim Ok 1964–            | Kim Ok 1964–            |                         |                         | Kim Kyong-hui 1946–   | Kim Kyong-hui 1946–   | Kim Kyong-hui 1946–    | Kim Kyong-hui 1946–    | Kim Kyong-hui 1946–    | Kim Kyong-hui 1946–    |                        |                        | Jang Sung-taek 1946–2013 | Jang Sung-taek 1946–2013 | Jang Sung-taek 1946–2013 | Jang Sung-taek 1946–2013 | Jang Sung-taek 1946–2013 | Jang Sung-taek 1946–2013 |                   |                   | Kim Pyong-il 1954– | Kim Pyong-il 1954– | Kim Pyong-il 1954– | Kim Pyong-il 1954– | Kim Pyong-il 1954– | Kim Pyong-il 1954– |
|                      |                      |                      |                      |                      |                      |                    |                    |                        |                        |                        |                        |                        |                        |                        |                        |                        |                        |                       |                       |                       |                       |                     |                     |                       |                       |                       |                       |                       |                       |                        |                        |                        |                        |                         |                         |                         |                         |                         |                         |                       |                       |                        |                        |                        |                        |                        |                        |                          |                          |                          |                          |                          |                          |                   |                   |                    |                    |                    |                    |                    |                    |
|                      |                      |                      |                      |                      |                      |                    |                    |                        |                        |                        |                        |                        |                        |                        |                        |                        |                        |                       |                       |                       |                       |                     |                     |                       |                       |                       |                       |                       |                       |                        |                        |                        |                        |                         |                         |                         |                         |                         |                         |                       |                       |                        |                        |                        |                        |                        |                        |                          |                          |                          |                          |                          |                          |                   |                   |                    |                    |                    |                    |                    |                    |
|                      |                      |                      |                      | Kim Sul-song 1974–   | Kim Sul-song 1974–   | Kim Sul-song 1974– | Kim Sul-song 1974– | Kim Sul-song 1974–     | Kim Sul-song 1974–     |                        |                        | Kim Jong-nam 1971–2017 | Kim Jong-nam 1971–2017 | Kim Jong-nam 1971–2017 | Kim Jong-nam 1971–2017 | Kim Jong-nam 1971–2017 | Kim Jong-nam 1971–2017 |                       |                       | Kim Jong-chul 1981–   | Kim Jong-chul 1981–   | Kim Jong-chul 1981– | Kim Jong-chul 1981– | Kim Jong-chul 1981–   | Kim Jong-chul 1981–   |                       |                       | Kim Jong-un 1983–     | Kim Jong-un 1983–     | Kim Jong-un 1983–      | Kim Jong-un 1983–      | Kim Jong-un 1983–      | Kim Jong-un 1983–      |                         |                         | Ri Sol-ju k. 1986–      | Ri Sol-ju k. 1986–      | Ri Sol-ju k. 1986–      | Ri Sol-ju k. 1986–      | Ri Sol-ju k. 1986–    | Ri Sol-ju k. 1986–    |                        |                        | Kim Yo-jong 1987–      | Kim Yo-jong 1987–      | Kim Yo-jong 1987–      | Kim Yo-jong 1987–      | Kim Yo-jong 1987–        | Kim Yo-jong 1987–        |                          |                          |                          |                          |                   |                   |                    |                    |                    |                    |                    |                    |
|                      |                      |                      |                      | Kim Sul-song 1974–   | Kim Sul-song 1974–   | Kim Sul-song 1974– | Kim Sul-song 1974– | Kim Sul-song 1974–     | Kim Sul-song 1974–     |                        |                        | Kim Jong-nam 1971–2017 | Kim Jong-nam 1971–2017 | Kim Jong-nam 1971–2017 | Kim Jong-nam 1971–2017 | Kim Jong-nam 1971–2017 | Kim Jong-nam 1971–2017 |                       |                       | Kim Jong-chul 1981–   | Kim Jong-chul 1981–   | Kim Jong-chul 1981– | Kim Jong-chul 1981– | Kim Jong-chul 1981–   | Kim Jong-chul 1981–   |                       |                       | Kim Jong-un 1983–     | Kim Jong-un 1983–     | Kim Jong-un 1983–      | Kim Jong-un 1983–      | Kim Jong-un 1983–      | Kim Jong-un 1983–      |                         |                         | Ri Sol-ju k. 1986–      | Ri Sol-ju k. 1986–      | Ri Sol-ju k. 1986–      | Ri Sol-ju k. 1986–      | Ri Sol-ju k. 1986–    | Ri Sol-ju k. 1986–    |                        |                        | Kim Yo-jong 1987–      | Kim Yo-jong 1987–      | Kim Yo-jong 1987–      | Kim Yo-jong 1987–      | Kim Yo-jong 1987–        | Kim Yo-jong 1987–        |                          |                          |                          |                          |                   |                   |                    |                    |                    |                    |                    |                    |
|                      |                      |                      |                      |                      |                      |                    |                    |                        |                        |                        |                        |                        |                        |                        |                        |                        |                        |                       |                       |                       |                       |                     |                     |                       |                       |                       |                       |                       |                       |                        |                        |                        |                        |                         |                         |                         |                         |                         |                         |                       |                       |                        |                        |                        |                        |                        |                        |                          |                          |                          |                          |                          |                          |                   |                   |                    |                    |                    |                    |                    |                    |
|                      |                      |                      |                      |                      |                      |                    |                    |                        |                        |                        |                        | Kim Han-sol 1995–      | Kim Han-sol 1995–      | Kim Han-sol 1995–      | Kim Han-sol 1995–      | Kim Han-sol 1995–      | Kim Han-sol 1995–      |                       |                       |                       |                       |                     |                     |                       |                       |                       |                       |                       |                       |                        |                        | Kim Ju-ae k. 2012–     | Kim Ju-ae k. 2012–     | Kim Ju-ae k. 2012–      | Kim Ju-ae k. 2012–      | Kim Ju-ae k. 2012–      | Kim Ju-ae k. 2012–      |                         |                         |                       |                       |                        |                        |                        |                        |                        |                        |                          |                          |                          |                          |                          |                          |                   |                   |                    |                    |                    |                    |                    |                    |

## Thể hiện và ảnh hưởng qua truyền thông
Các phương tiện truyền thông đại chúng thuộc quyền quản lý của nhà nước Triều Tiên có sự tính toán kỹ lưỡng theo từng giai đoạn để đánh bóng hình ảnh ông. Bước đầu là ca ngợi tính chính danh kế vị, sau đó là ca ngợi những "phẩm chất", gần đây nhất là thể hiện ông như một nhà lãnh tụ thông thái nhưng rất gần gũi, đời thường và quan tâm đến đời sống người dân.